# ビクトリア・パーク六四キャンドル集会

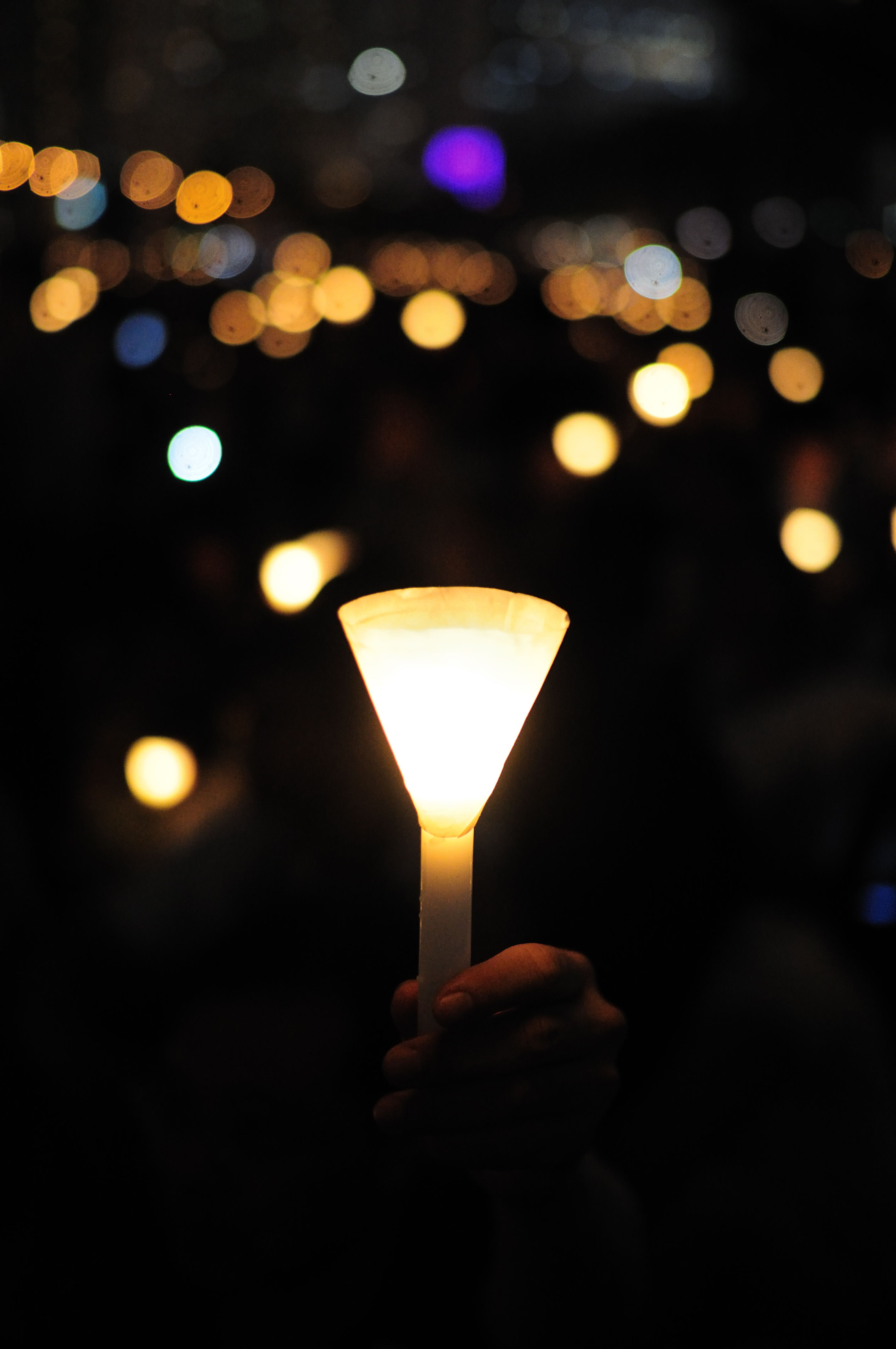
六四事件を追悼するキャンドル

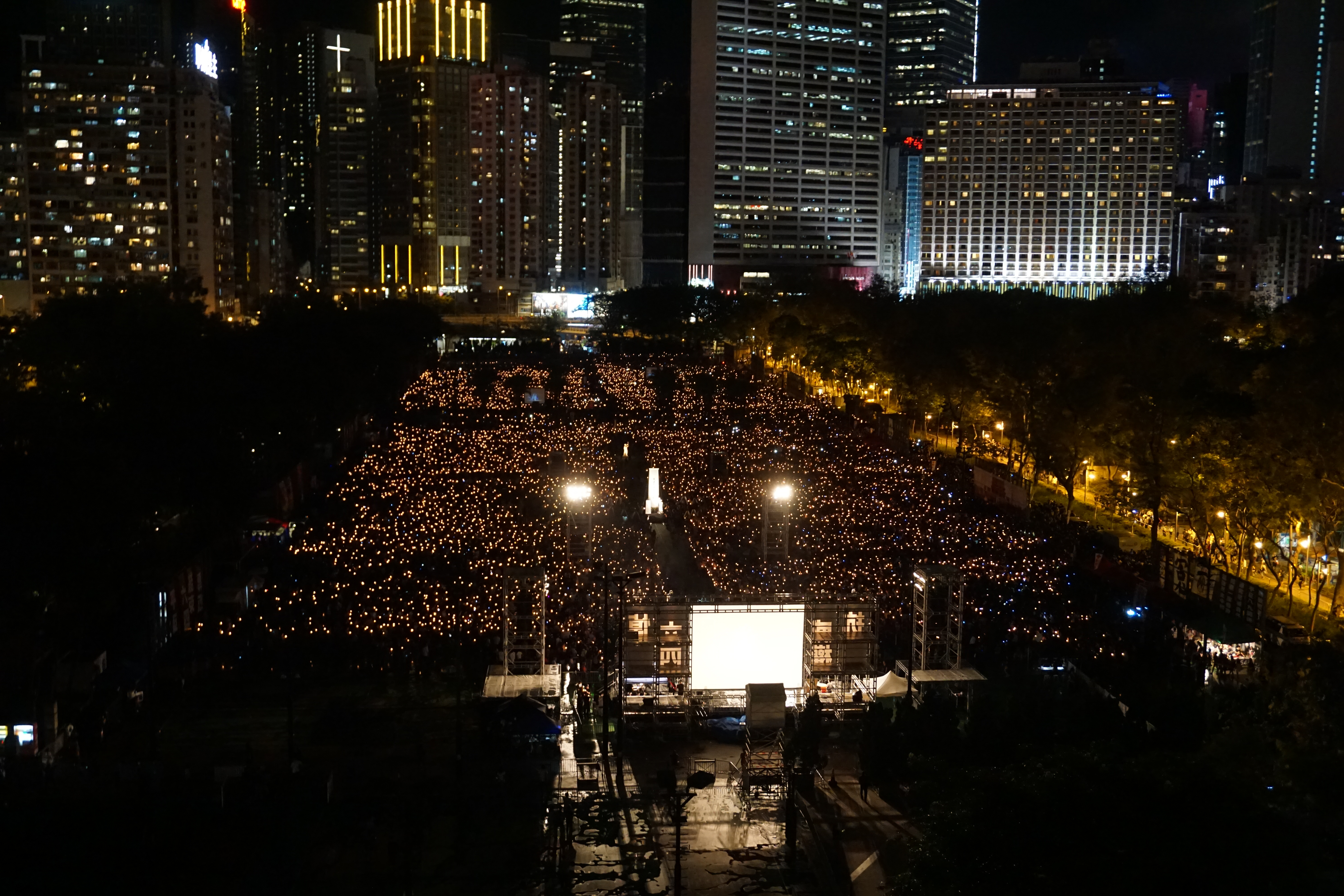
2018年の六四キャンドル集会、「六四を悼み 権威に抗う」がテーマ

ビクトリア・パーク六四キャンドル集会（ビクトリア・パークろくしキャンドルしゅうかい）は、香港で六四天安門事件の犠牲者を追悼するために毎年6月4日に行われていた行事で、1990年から2019年まで、香港市民支援愛国民主運動連合会（略称：支連会）によってビクトリア・パーク内の硬地サッカー場で開催されていた。
この集会はかつて、世界で最も規模の大きい六四事件の追悼行事であり、毎年数万人から十数万人が参加していた。六四キャンドル集会と七一デモは2020年以前、香港における二大市民運動であった。
しかし、2019新型コロナウイルス感染症の香港での流行以降、香港警察は感染症対策を理由に、2度にわたってこの集会を禁止した。さらに、第十三期全国人民代表大会常務委員会は2020年に《香港国家安全維持法》を可決し、その内容の記念行為は法律違反とみなされ、六四追悼活動は禁じられることとなった。加えて2021年には支連会が解散し、六四集会は実質的に消滅した。

## 歴史的背景
1989年4月から始まった北京の天安門民主化運動は、《河殤》や中国共産党改革派の思想を継承するものであり、まもなく香港返還される香港の市民の心にも響いた。香港が割譲されて以来、初めて中国本土の学生運動に共鳴し、多くの香港の若者が北京へと赴いた。
民主の歌で中華を讃える会として5月27日に開催された香港の野外音楽会には、数十万人（学生を含む）が参加し、複数の歌手が愛国的な広東ポップスを歌った。たとえば羅文の《中国夢(歌曲)》や《同途萬里人》（NHKシルクロード香港版主題歌）などである。「香港市民は情熱をもって参加し、民主の歌で中華を讃える会で百万人が街頭へ繰り出し支援した。この過程自体が中国民族主義の洗礼だった。イギリス統治下に生まれ育った香港人が、……感情面で中国大陸と再びつながる出来事であった」。
八九民主化運動は返還移行期の香港において、「アイデンティティの転換を経た上で、国家への情感が最高潮に達した証」であった。そして「北京の学生を支援するという行動——精神的にも物質的にも——は、香港流の愛国行動だった」といえる。

## 訴え
八九民運の「平反」（名誉回復）を求めるだけでなく、キャンドル集会ではその他にもさまざまな訴えがなされた。たとえば「武力弾圧の責任追及」「民主活動家の釈放」「一党独裁の終結」「民主的な中国の建設」などである。

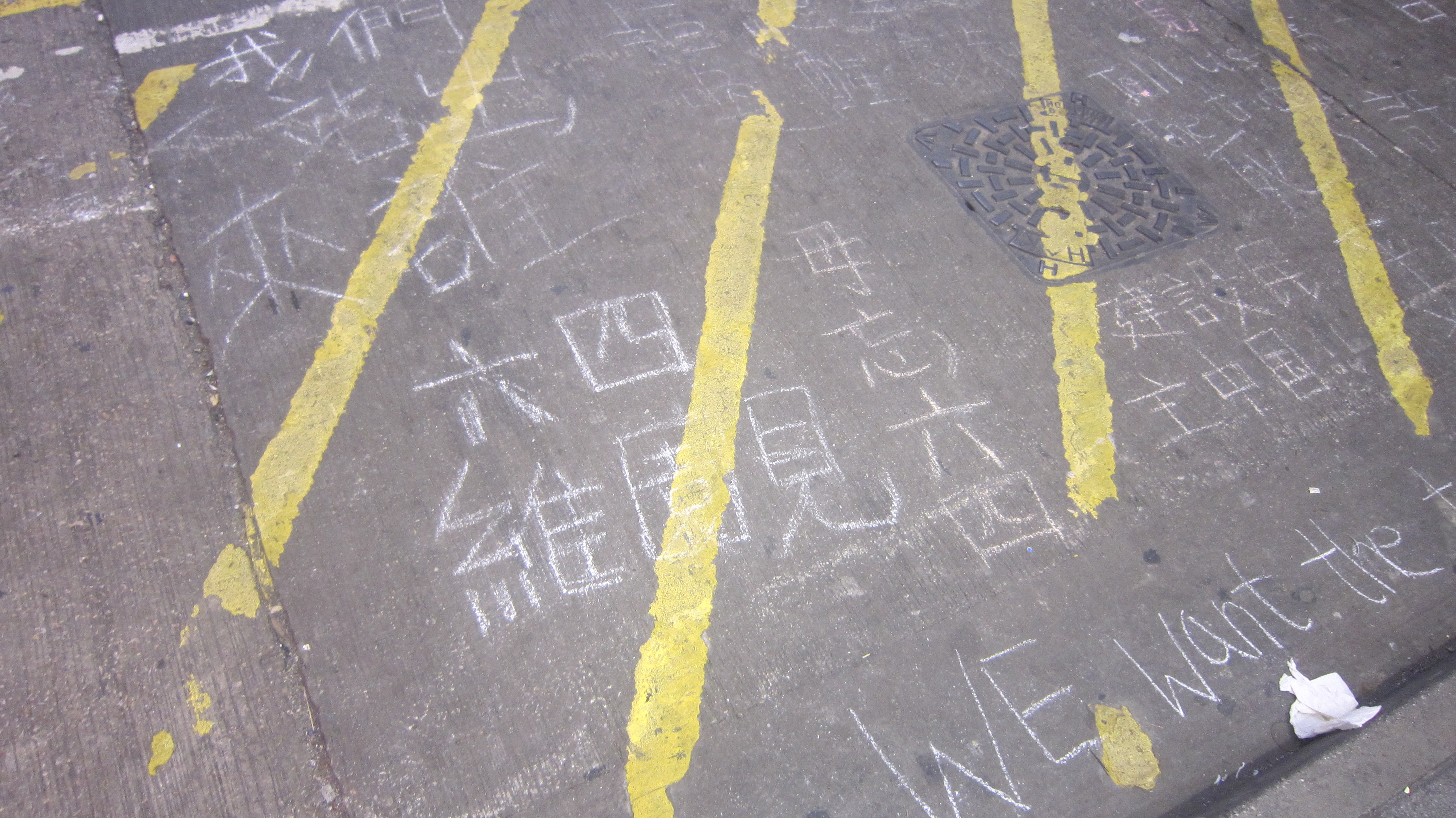
六四事件の訴え。写真は六四事件22周年の際、旺角の西洋菜街に書かれたチョークのメッセージ

2003年には当時の政治状況を受けて、「香港基本法第二十三条に反対」「民衆への権力返還」といった主張も加えられた。
2006年からは「人権擁護支援」といったスローガンも追加された。
また、2010年（六四事件21周年）には、「劉曉波の釈放と憲章支持」「弾圧への反対」という二つのテーマが掲げられた。
2018年には、王全璋の釈放を呼びかけ、709事件で逮捕された人権派弁護士たちへの支援を訴えた。また、劉曉波の妻である劉霞の解放を求めるスローガンも掲げられた。

## 晩会の内容
晩会のプログラムには、六四事件の犠牲者および故人となった遺族の名前の読み上げ、追悼の辞の朗読、黙祷、記念碑への献花およびお辞儀、民主活動家や天安門の母親運動のインタビュー映像の上映などが含まれる。参加者たちは、民主運動の象徴的な六四の歌を歌い上げた。その中には《血に染められた風采》、《自由の花》、《歴史の傷跡》などがある。
2001年の晩会では、支聯会青年組が発足の準備を発表した。その後は毎年、支青組が晩会で宣言を読み上げたり、演劇や合唱などのパフォーマンスを行ったりするようになった。これは「民主のバトンを受け継ぐ」ことを象徴している。

## 人数の議論

### 2009年
支連会は当日のキャンドルライト集会に約15万人が参加したと見積もったが、香港警務処は6万2800人と発表し、両者の数字には倍以上の開きがあった。支連会の副主席蔡耀昌は、警務処から「6つのサッカー場とその通路が満員になれば約10万人を収容できる」と説明を受けたと述べ、さらに芝生やバスケットボール場、広場も満員だったため、総計15万人と見積もったと説明している。
《星島日報》は会場の面積と1人あたりの占有面積に基づいて出席者数を推定し、参加者数はおよそ7万人から10万人の間と算出した。《星島日報》は科学的な手法で計算し、当日は6つのサッカー場（通路を含む）に人が座っていたとし、地図で面積を測定した結果、6つのサッカー場とその周囲や中央の通路を含めて最大で約4万平方メートルと推定。1人あたり1平方メートルを使う座り方で計算すれば4万人、0.7平方メートルで計算すれば5万7千人になる。これに加え、サッカー場3面分に相当する芝生、バスケットボール、噴水池のある広場も合わせて、最大でサッカー場5面分と見積もられ、総参加者数は7万3千人から10万4千人の間だろうとした。
これまでに七一遊行（7月1日デモ）での人数調査を行ってきた香港大学統計・アクチュアリー学科の上級講師葉兆輝もこの推定方法に同意しており、「通常、座っている1人の占有面積は約1平方メートルで、0.7平方メートルでは非常に混雑している状態」とし、「6つのサッカー場と通路で10万人が収容できるとは考えにくい」と述べた。また、香港大学社会科学研究センターの主任白景崇は、香港有線新聞が会場周辺から撮影した多角度の映像に基づき、大多数がキャンドル1本を持っており、一部が2本、一部は持っていないことを確認し、人数は7万から10万人の範囲だと推定した。彼は警務処が人数を過小評価し、主催側は過大評価していると考えている。
交通機関関係者の情報によると、警務処が前夜に交通機関に提供した参加人数の見積もりは、後に発表された統計と一致していた。警務処の関係者によると、以前にヴィクトリアパークのサッカー場で実験を行い、警察官を立たせたり座らせたりして、緩やかな場合、標準的な場合、混雑した場合の小面積に収容できる人数を算出。そのデータをもとにサッカー場全体の面積を計算し、立っている場合、1つのサッカー場には最大約9千人、座っている場合は最大約7千人を収容できると推定されたという。

### 2019年
この日は六四事件から30周年にあたり、参加者はヴィクトリアパークの6つのサッカー場および芝生を埋め尽くし、天后のMTR駅付近には長蛇の列（いわゆる「蛇行する列」）ができ、市民は入場のために並ぶ必要があった。支連会はこのため、参加者数を18万人超と推定したが、警察の発表した数字はわずか3万7千人だった。両者の差は実に80％にも及び、警察の発表は「政治的な目的がある」と疑問視され、2019年6月反対逃亡犯条例改正案デモ（同年6月9日）の熱気を和らげる狙いがあったのではないかと指摘された。
民間人権陣線（民陣）の元召集人で立法会議員の區諾軒は、過去に何度も七一デモやヴィクトリアパークの芝生・周辺エリアの収容人数について警察と議論したことがあると述べた。過去の警察の推定によれば、ヴィクトリアパーク6面の硬地サッカー場を除いても、中央の芝生だけで3万2千人を収容可能とされており、今回警察が発表した人数は「非常識」だと批判した。支連会の書記李卓人は警察の発表にコメントせず、「香港市民の心の中には明確な答えがある」と述べた。また、あるネットユーザーは2017年に開催された太子警察体育会の警察支持集会と比較し、「体育会の敷地はヴィクトリアパークよりずっと狭いのに、警察は参加人数を3万3千人と発表した。今回は明らかに過少申告だ」と指摘した。
警察の広報担当者は、集会人数のカウント方法について、「集会中に複数の高所から観察し、特定の時間帯に各エリアでの集まりを人数カウントする」と説明。これらの評価はあくまで「おおよその見積もり」であり、現場の人流管理や人員配置の参考として用いられるとしている。

## 歴年の集会状況

### 2003年
2003年6月4日の夜、六四事件から14周年にあたり、約5万人の香港市民が支連会主催のキャンドルライト追悼集会に参加した。テーマは「23条反対、六四を忘れるな」で、香港基本法第23条の立法に反対するものだった。支連会の主席司徒華は、たとえこの法律が可決されたとしても、集会は中止しないと述べた。これまで集会に参加したことがない市民も、この年は例外的に参加した。群衆はヴィクトリアパークの5つのサッカー場を埋め尽くした。支連会は、民主化運動の活動家丁子霖や学生運動の指導者王丹のメッセージを流した。集会前には、香港のカトリック団体がヴィクトリアパークの別の場所で祈りの会を開き、300人以上が参加した。祈祷会のタイトルは「民主中国」、テーマは「良心の声に耳を傾け、命の情熱を燃やす」。当時のカトリック香港教区の枢機卿陳日君は、中国本土の人々のために祈り、中国の民主改革への希望を表明した。

### 2004年
2004年6月4日、推定で8万人以上がヴィクトリアパークで行われた「六四」15周年記念の追悼集会に参加した。これは1993年以来最多の参加者数であった。100人以上の「香港個人旅行」で来た中国本土の市民が、中共政府により禁止されている「六四」記念活動に参加し、歴代最多を記録した。主催者によれば、中国本土からの人民元による寄付も多数届き、合計約4000元に達し、これまでの「六四」集会の中で最多だった（過去は数百元程度）。1989年以来、参加者の平均は「六四」キャンドル集会に5.8回参加していた。4日の夜に集会に参加した15歳以上の市民のうち、29％が初参加、12％が毎回参加、そして返還後毎回参加している人は22％だった。

### 2006年
2006年の「六四」キャンドル集会には44,000人が参加し、例年と同程度の人数であった。香港大学の世論調査によれば、事件から17年経ってもなお、53％の市民が当時の北京の学生たちの行動を正しいと考えていた。56％の市民は、北京当局が六四を再評価すべきと考えていた。支連会の近年のスローガンは「新世代に教育を、民主のバトンをつなぐ」である。

### 2007年
2007年の「六四」キャンドル集会のテーマは「六四を再評価し、人権擁護を支持する」だった。支連会は参加者数を5万5千人と推定したが、香港警察は2万7千人と発表した。

### 2008年
2008年の「六四」前夜、香港大学の世論調査では、六四の再評価を支持する市民の数がやや減少した。これは部分的に、2008年北京オリンピックの宣伝による国家認同感の高まりや、5月に発生した四川省汶川地震への同情によるものと考えられている。キャンドル集会も地震の犠牲者への追悼を取り入れ、主催者は当日の寄付金をすべて香港赤十字を通じて被災地の復興に充てると発表した。それにもかかわらず、多くの市民はキャンドル集会への熱意を失わず、当日主催者は会場で参加者が48,000人を超えたと発表した。この年の集会は翌日、CCTVのウェブサイトでも報道され、「地震で亡くなった同胞を悼む」と紹介され、記事には「烈士記念碑への献花」といった内容まで含まれていたが、6月9日には記事が削除された。

### 2009年
2009年は六四事件20周年にあたり、参加人数は例年より大幅に増えた。集会のスローガンは「六四を忘れず、英烈の志を継承し、火を絶やさず、民主のバトンをつなごう」だった。支連会によると、同年の参加者数は15万人、一方警察の発表は62,809人だった。集会当日は6つのサッカー場および芝生のサッカー場を埋め尽くしただけでなく、多くの人々がヴィクトリアパークの通路にまで立ち並び、ヴィクトリアパーク外の天后や銅鑼湾の地域でも入場待ちの市民があふれていた。香港大学の世論調査サイトでも集会参加人数を推定しており、その数は約108,000人から132,000人だった。
この年の無綫電視のキャンドル集会生中継では、男性が「無綫新聞、事事旦旦」と書かれた紙をカメラの前で掲げ、ネット上で注目と議論を呼んだ。

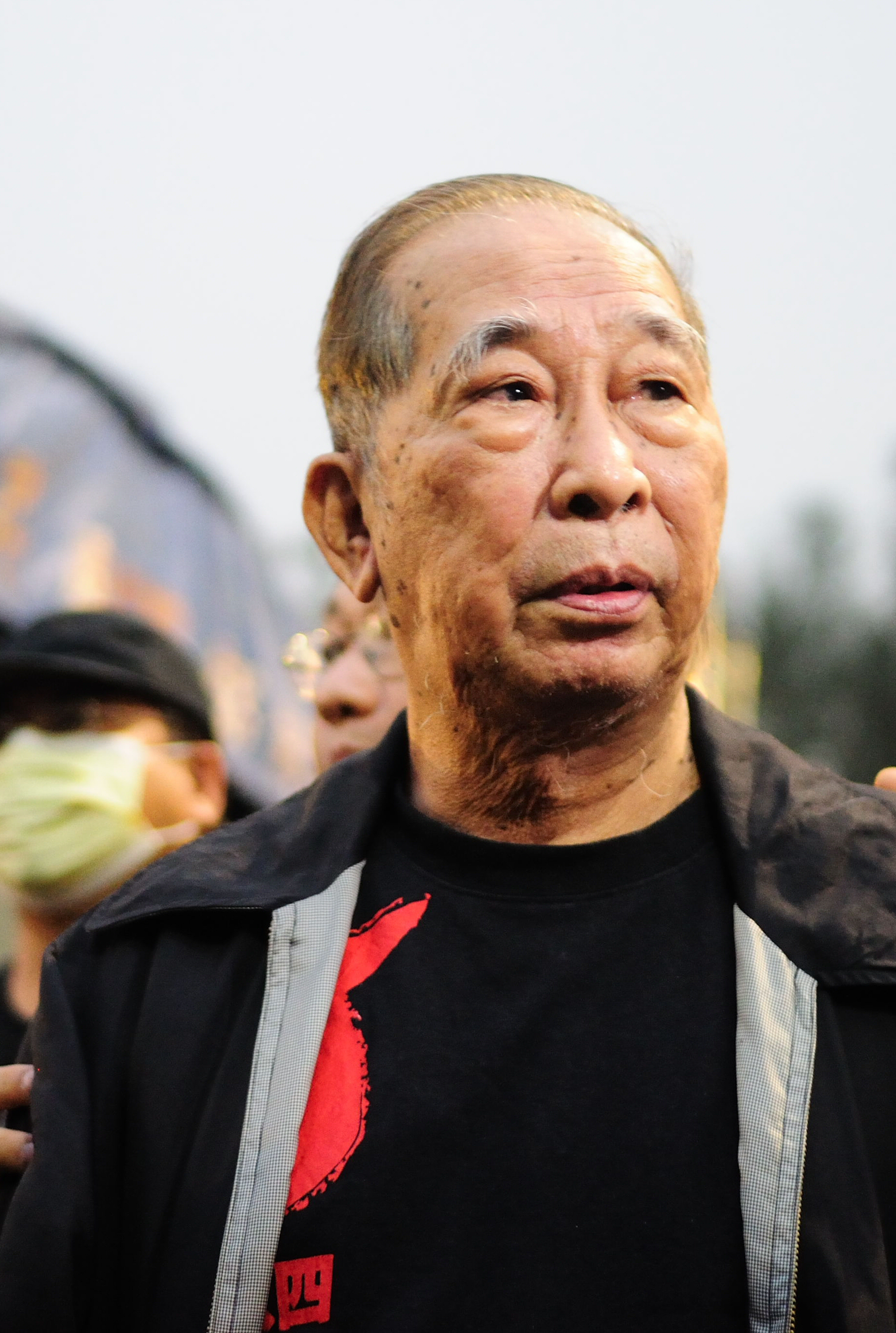
2010年、司徒華が最後に出席したヴィクトリアパークでの六四キャンドル集会。

### 2010年
六四事件21周年の集会では、支連会は香港が絶え間ない政治的弾圧を受けていると指摘した。参加者数は2009年と同様に15万人で、入場できなかった市民の数は含まれていない。警察の発表も11万3千人で、警察側の過去最高人数だった。集会では「劉暁波の釈放、零八憲章の支持」と「政治弾圧反対」の2つのテーマが加えられた。
アップルデイリーは、警察の人流管理方法が例年と異なり、緊急通路を確保するために歩道を閉鎖し、ヴィクトリアパークの天后_(香港)入口が狭くなってボトルネックが発生し、市民の不満が高まったと報じた。また、支連会のボランティアは、警察が主要入口からの入場を厳しく制限したと語り、これは例年にはほとんどなかったことだと述べている。報道は、警察が市民の集会参加を妨害しようとしているとの見方をまとめている。

### 2011年
2011年1月2日、長年にわたり香港の中国民主運動支持を牽引してきた民主派リーダー司徒華が逝去した。彼は六四事件22周年および辛亥革命100周年のテーマとして「六四の再評価、革命はまだ成功していない、民主建設には同志の努力が必要」と定めていた。集会主催者は入場者数を15万人と発表したが、警察がヴィクトリアパークへの入場を制限し、集会開始前に満員でなかったにもかかわらず市民が入れなかったため、一部市民は入場できなかった。李卓人はこの件について交渉すると述べた。警察は現場に7万7千人がいたと発表した。
その年の集会では「広場の昼と夜」と題した学生キャンプが事前に開催され、集会現場には当時の北京学生の天安門広場集会の印刷布幕が掲げられ、参加者はまるで当時の広場にいるかのような感覚を味わった。
集会は最初に支連会主席司徒華の録画を上映した。今回の追悼参加者の多くは六四事件後に生まれた若い世代であり、中国本土の民主と生活の発展に関心を寄せていることを示している。

### 2012年
2012年の「六四」前夜、当時タンクに轢かれて両脚を失った民主活動家の方政がアメリカから香港に無事入境し、集会に参加した。当日午後8時前には、参加者が6つのサッカー場、芝生、音楽堂まで埋め尽くし、混雑のため集会開始が20分遅れた。支連会は参加者数を18万人と発表し、過去最高を更新したが、警察の推計ではピーク時で85,000人だった。方政はスピーチで、ヴィクトリアパークのろうそくの灯を見て非常に感動したと述べ、23年間の香港人の堅持に感謝した。支連会主席の李卓人は、次期行政長官の梁振英を「『六四』の変色龍（カメレオン）」と批判した。

### 2013年

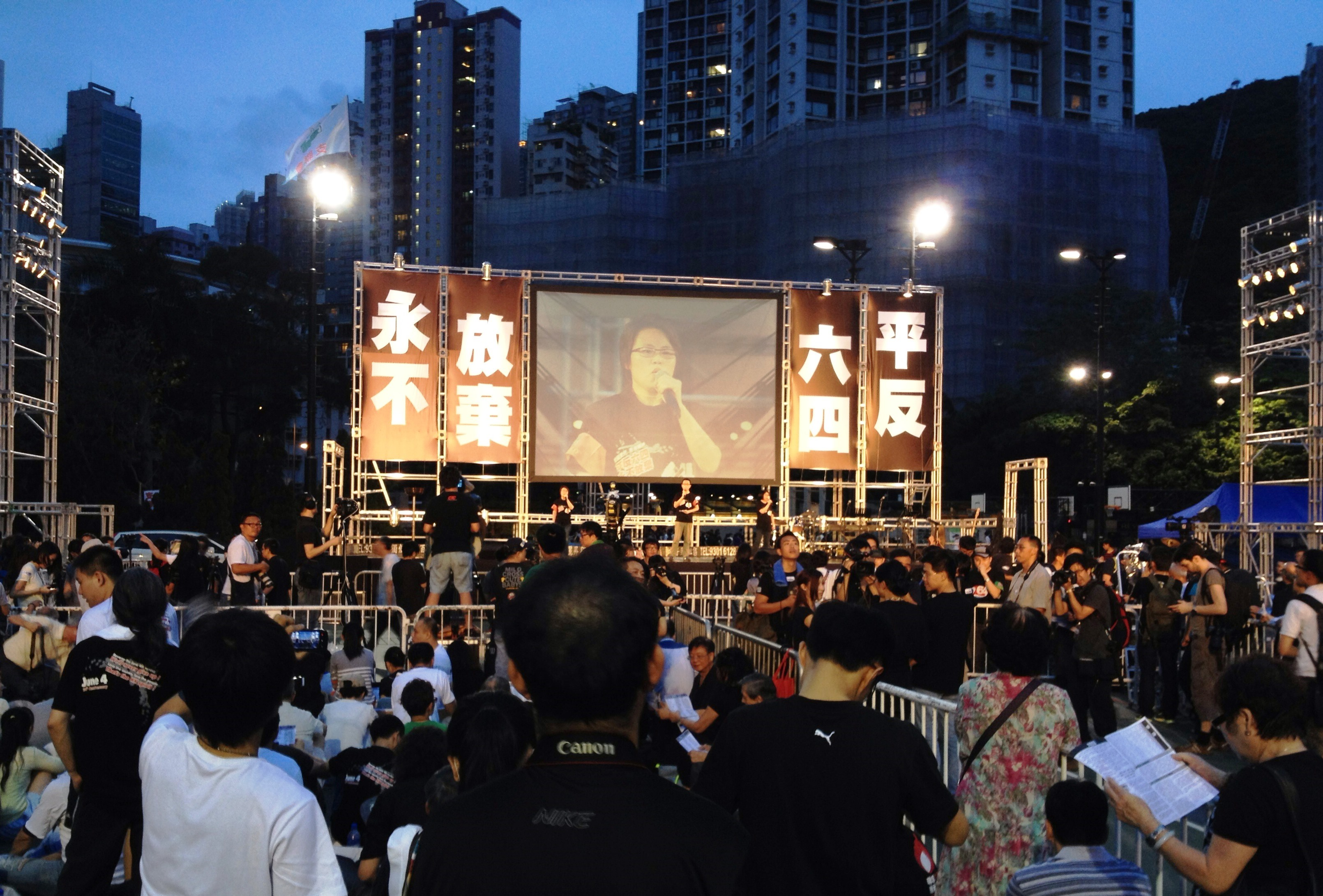
2013年の六四キャンドル集会に掲げられた「六四の再評価、決してあきらめない」というスローガン

大雨の影響で、現場の音響機器が正常に動作せず、漏電の危険を避けるため、キャンドル集会は約30分で早期終了を宣言した。支連会は当夜の参加者数を15万人と発表したが、警察は約54,000人と発表した。

### 2014年
2014年は六四事件の六四事件二十五周年であり、集会参加者数は過去最高記録を更新した。集会前には、複数の団体が尖沙咀、上水、英国駐香港総領事館など各地で集会開催を宣言したため、支連会主席李卓人は、これが六四追悼の効果を分散させるのではと懸念した。しかし、警察発表のヴィクトリアパーク集会参加人数は99,500人で、過去2番目の多さだった。主催側発表は18万人。また、尖沙咀で開催された尖沙咀六四集会にも多くの市民が参加し、主催側は7,000人、警察は3,060人と推計した。

### 2015年
本土意識の高まりにより、2015年の集会のテーマは「地元に根ざし香港を守る」となった。この年、学連は複数の大学が脱退した影響で、初めて学連名義での参加を取りやめた。香港大学学生会は香港大学内で集会を開き、熱血公民と普羅政治学苑は「遍地開花64集会」を開催し、政治改革三人組の肖像に卵を投げるなどの活動で六四を記念した。主催者は集会参加者を13万5千人と発表し、警察は約3〜4万人と発表した。
2014年の雨傘革命を経て、2015年の集会には雨傘革命の要素が取り入れられ、「傘捕者」の家族の声の放映もあった。

### 2016年
この年は六四事件27周年で、テーマは「民主運動の犠牲者を悼み、烈士の民主の遺志を継ぐ」だった。大学学生会が別途六四フォーラムを開催したため、集会参加者が大きく減少した。支連会は約12万5千人の参加を発表し、これは2009年の六四20周年以来8年ぶりの最低人数だった。警察は2万1,800人の参加と見積もった。支連会主席の何俊仁は10万人以上の参加に非常に感動し、香港人の堅持と原則、意志と勇気を反映していると語り、27年間の継続は歴史的記録であり誇るべきことだと述べた。
同時に、烛光集会中に数名の香港民族陣線と学生動源のメンバーが香港旗と「香港独立」の旗を持ち、マスクを着用してステージに突入を試みたが、現場の監視役に押さえられた。その中で洗偉賢は防御線を突破しステージに上がって「香港独立」を叫び、最終的にはボランティアに押さえられ運び出された。

### 2017年
六四事件28周年で、支連会はヴィクトリアパークで犠牲者追悼と六四の真相究明を要求する集会を開催した。香港の各大学学生会は支連会の活動に参加しないことを明言した。
本土意識の高まりにより、香港の若者は地元の政治制度の発展により関心を持つようになり、支連会が中国人を代表して六四の真相究明を求めるのは香港では時代遅れと考えられた。各大学は六四追悼活動を行わなくなった。香港大学は独自にセミナーを開催し、中文大学は追悼活動に参加しないことを表明、支連会が六四を利用して政治的利益を得ていると批判し、中大は香港の本土史により関心があると述べた。
嶺南大學_(香港)、教育大学、公開大学、珠海学院、恒生管理学院は公開大学キャンパスで共同セミナーを開いたが、追悼活動は行わなかった。浸会大学学生会は六四事件を隣国の事件とし、韓国の光州事件のように香港人が特に追悼すべきものではないと明言した。

### 2018年
六四事件29周年、支連会は「民運人士の釈放、八九民主運動の真相究明、虐殺責任の追及、一党独裁の終結、民主中国の建設」という五大綱領を掲げた。テーマは「六四追悼、権威主義に抗う」だった。複数の学生組織は参加を事前に取りやめたが、当日の参加者はヴィクトリアパークの6つの小型サッカー場をほぼ埋め尽くした。支連会の推計で11万5千人が参加し、前年の11万人から増加した。
中央广播电视总台が2020年5月17日に放送した特集番組『もう一つの香港』第2話で、何俊仁とこのキャンドル集会の映像が紹介された。

### 2019年

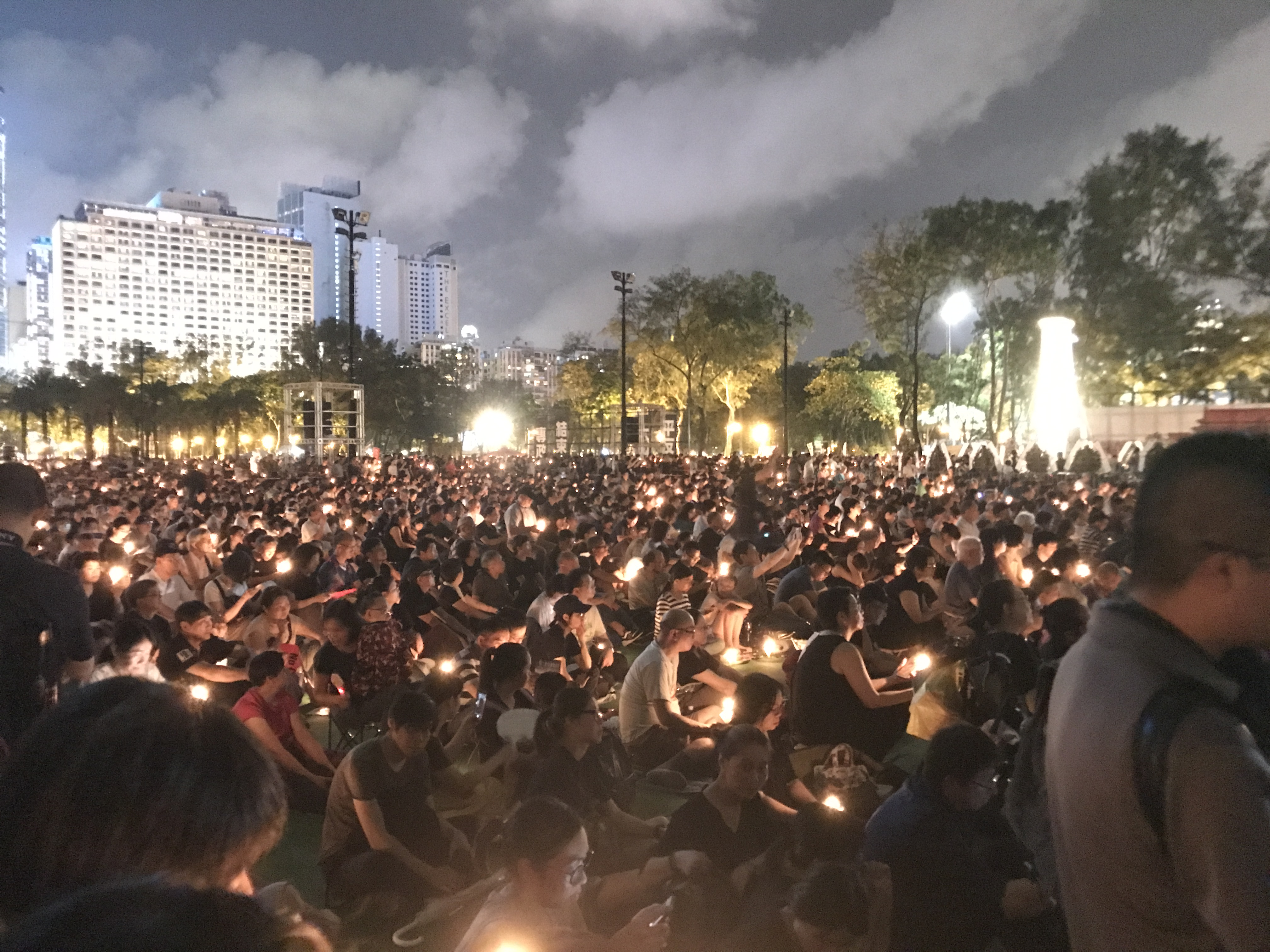
2019年は六四事件30周年で、支連会は18万人以上の参加を発表

六四事件30周年のこの年、大会は参加者数を18万人超と発表し、警察はピーク時3万7千人とし、雨傘運動以降の最高記録を更新した。
香港科技大学社会科学部副教授の成名は、キャンドル集会の参加者数が著しく反発したのは、香港政府が《逃犯条例》の改正を強行し、かつ中国本土の人権状況が悪化したことに関係していると指摘した。
香港中文大学政治・行政学系の上級講師蔡子強も、参加者が多かったのは今年が六四30周年であることに加え、香港政府の改正強行で社会の雰囲気が緊迫し、若者たちが「覆巣之下無完卵（巣が壊れれば卵も無事ではいられない）」と感じ、条例改正通過を恐れて北京に抗議するために結束したためだと述べた。
また、六四関連の募金総額は275万香港ドルに達し、1993年以来の記録を更新した。
支連会書記の李卓人は、募金増加は市民が将来に不安を抱いていることを反映していると指摘した。

## 晩会が阻止された後の年ごとの状況

### 2020年

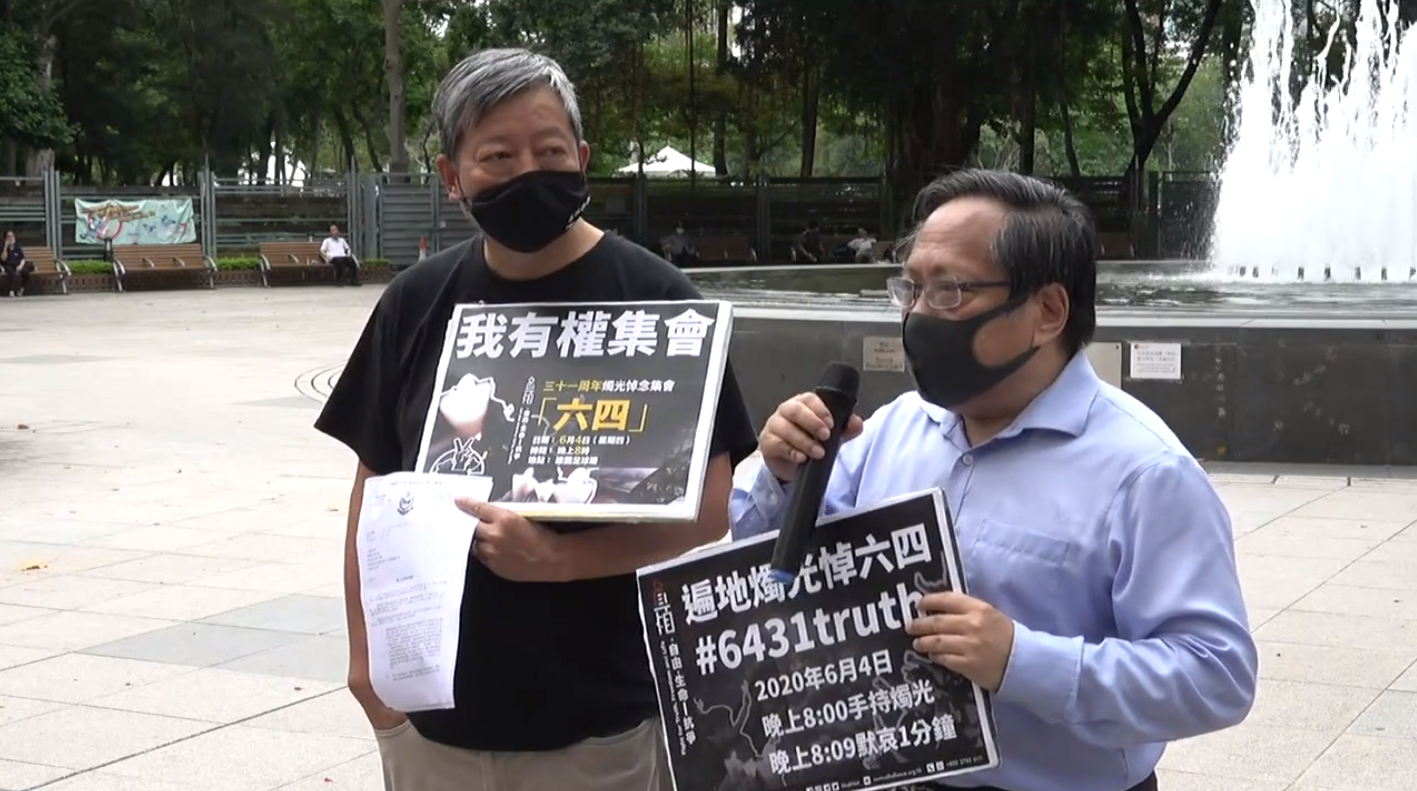
6月1日、支連会が維園で記者会見を開催

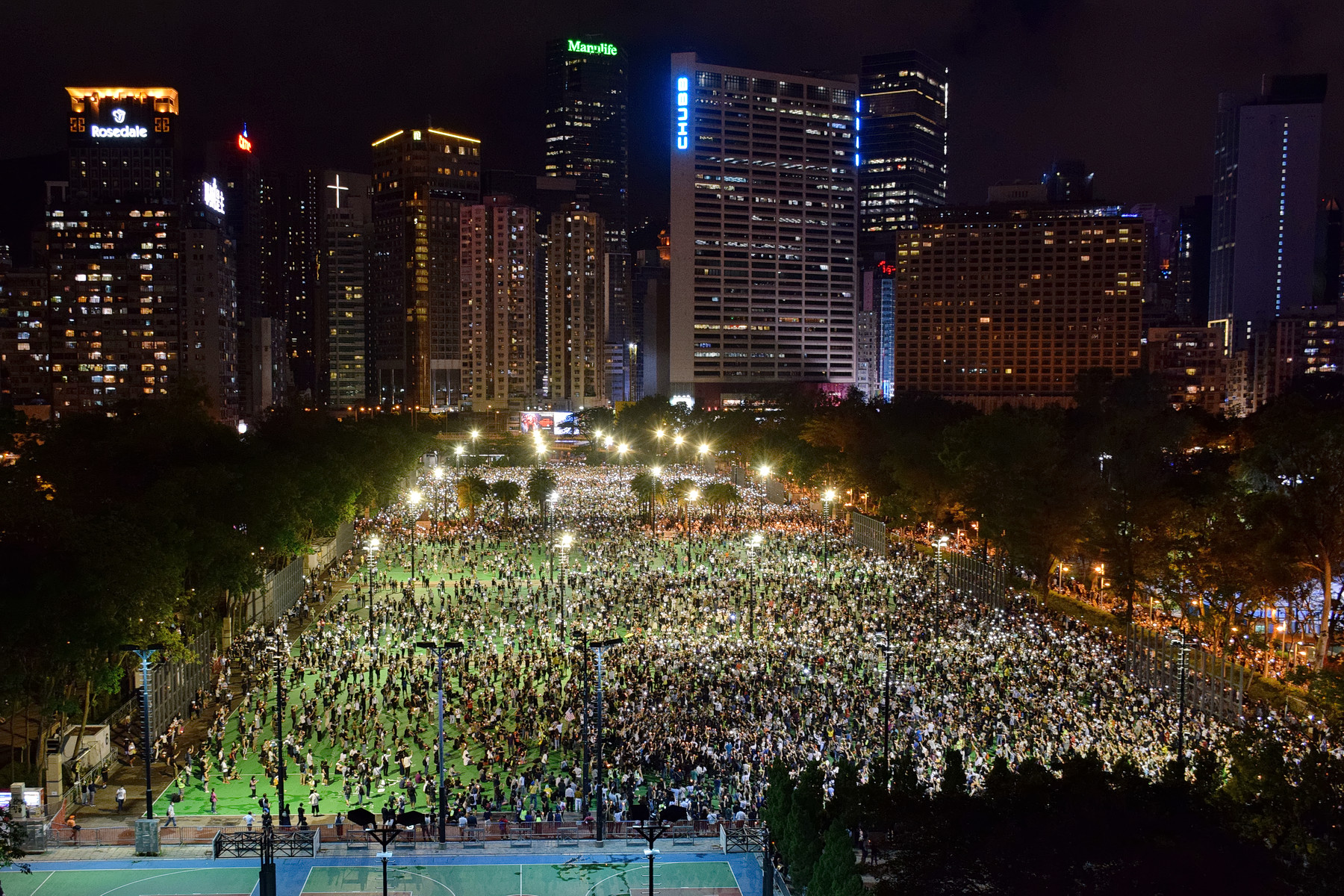
2020年の維園六四キャンドル晩会の様子

香港政府は5月19日に、新型コロナウイルス感染症の影響に対応して導入された「2019冠状病毒病香港疫情相關安排#其他臨時法例」を6月4日の夜まで延長すると発表し、これが間接的にキャンドル晩会の開催に影響を与えた。
同時に、康文署は「指針がない」として、支連会の活動申請を処理しなかったことから、感染症を口実に集会の自由を抑圧していると疑われた。
しかし、支連会主席の李卓人は、追悼集会の開催を堅持すると表明し、もし維園での集中開催ができなければ「遍地開花（各地で散らばって花を咲かせる）」の形で、香港各地で集会を行うと述べた。
2020年6月1日、警察は肺炎の感染拡大と「集会制限令」を理由に、支連会に対して反対通知書を発出し、31年の歴史で初の措置となった。
支連会主席の李卓人は、政府が「集会制限令」と公共衛生を口実に集会を弾圧することに遺憾の意を示し、政治的には一国二制度の終わりを象徴すると述べた。
李卓人は当日正午から香港全域で街頭ブースを設けてキャンドルを配布し、夜にはオンライン集会を開催し、8人以下のグループで維園に入ることを予定していると述べた。
警察が集会を明確に禁止したにもかかわらず、当日午後6時には市民が禁令を無視して、硬地サッカー場を囲む鉄柵を取り外し、維園の会場に押し入った。
午後8時9分、主催者の支連会は参加者にキャンドルを手に黙祷を呼びかけた。
同時刻に尖沙咀文化センター、屯門、大圍、沙田 (香港)の城門河、城門河馬鞍山新市鎮、荃灣、大埔廣場、観塘海濱公園など複数の場所でも数百人の市民が集まった。
現場では主に反修例のスローガンが叫ばれ、「五大訴求、缺一不可（五大要求はすべて必要）」、「香港人建国」、「香港独立、唯一の道」などが掲げられ、『香港に栄光あれ』が歌われた。

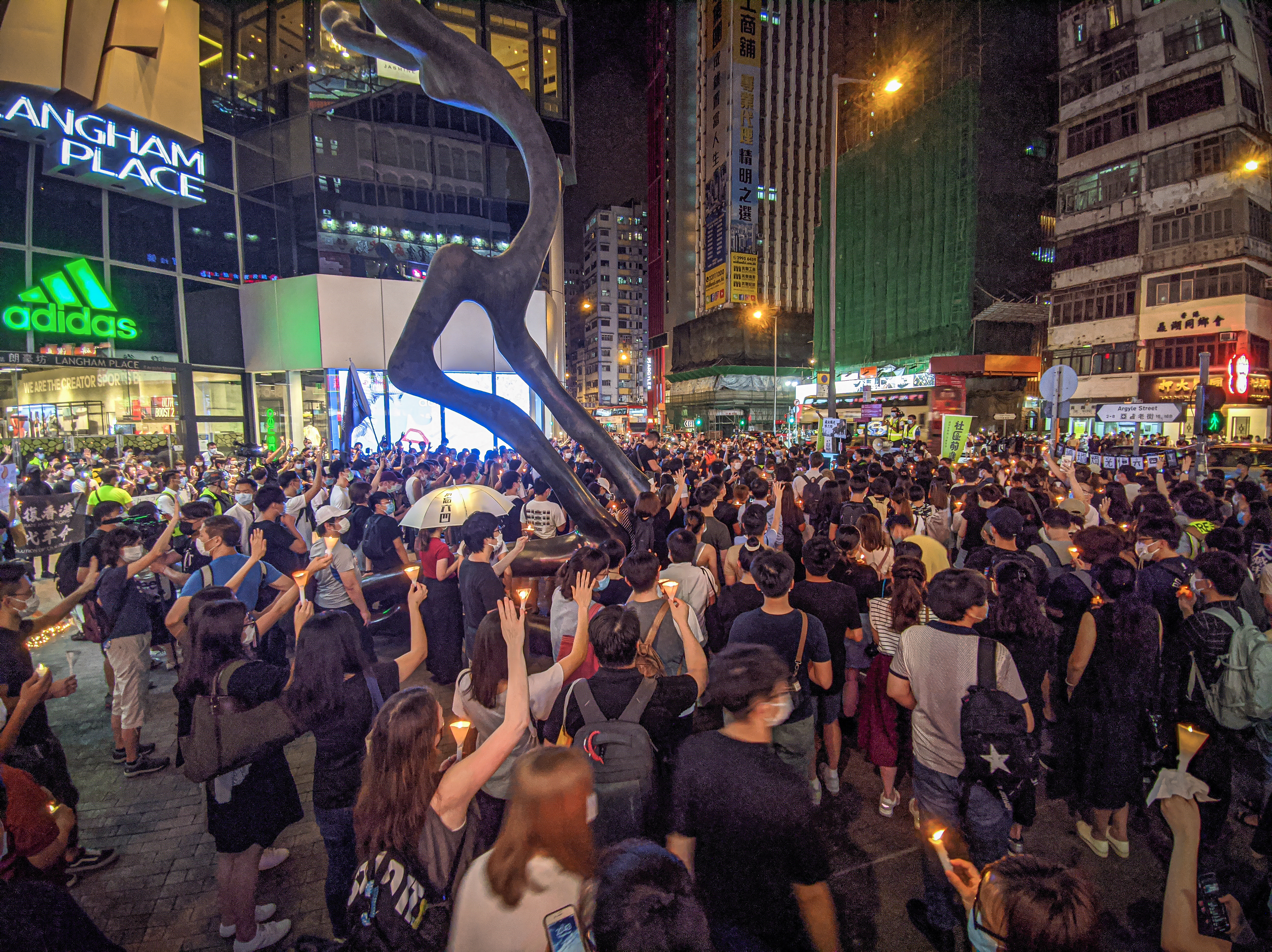
旺角朗豪坊前の晩会

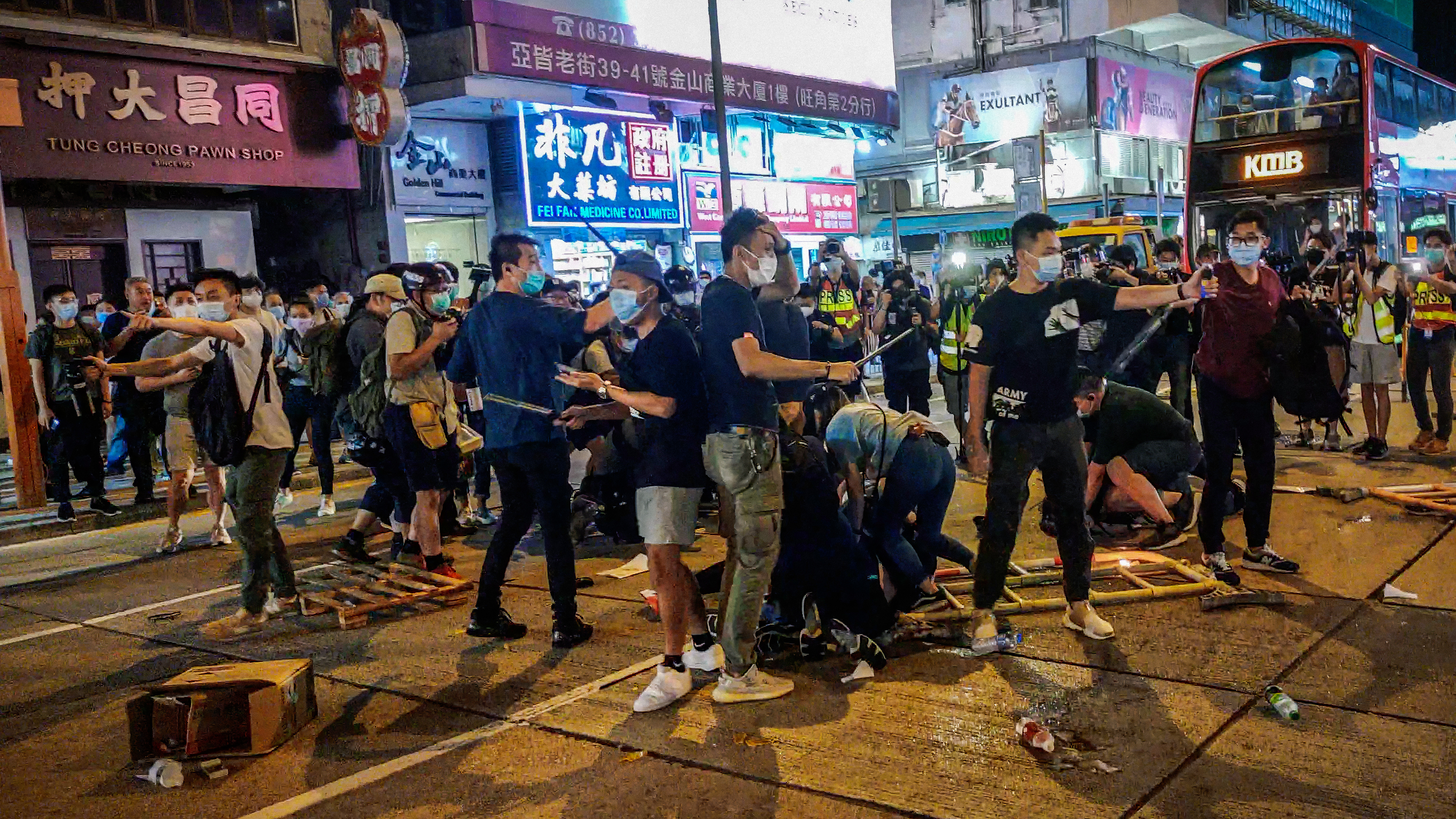
午後9時、旺角亞皆老街の砵蘭街朗豪坊付近に集まった市民の一部が柵やアイスクリームコーンなどの雑物で道を封鎖。複数の私服警官が素早く4人の男性を制圧

午後8時40分ごろ、李卓人が集会の終了を宣言し、「来年の六四32周年は維園で会おう」と声を上げた。参加者は徐々に散会した。
午後9時には、旺角亞皆老街付近の砵蘭街朗豪坊周辺に市民の一団が集まった後、一部の者が柵やアイスクリームコーンなどの雑物で道路を封鎖。複数の私服警官が素早く21歳から70歳までの4人の男性を制圧し、胡椒スプレーを使用した。約3分後には70人以上の機動隊員が到着し、警官が青旗を掲げてすべての市民に歩道へ戻るよう要求。ある警官は胡椒球発射器を人々に向けた。約30分後に去った。警察は後に、公衆の場での不品行容疑で彼らを逮捕し、そのうち21歳の地元男性1人と55歳の地元男性1人は襲警と抵抗逮捕の容疑でも逮捕された。
また、午後6時04分には、屯門区議員巫堃泰、油尖旺区議員陳嘉朗、葵青区議会副主席張文龍 (香港區議員)が尖沙咀香港文化中心の「飛翔するフランス人」彫刻の前で献花を行った。
六四集会終了後、社会民主連線の複数メンバーが西環中聯辦前で抗議活動を行い、警察は一時的に彼らが中聯辦正門に近づくのを阻止した。

#### 銅鑼湾及び維園での開催状況

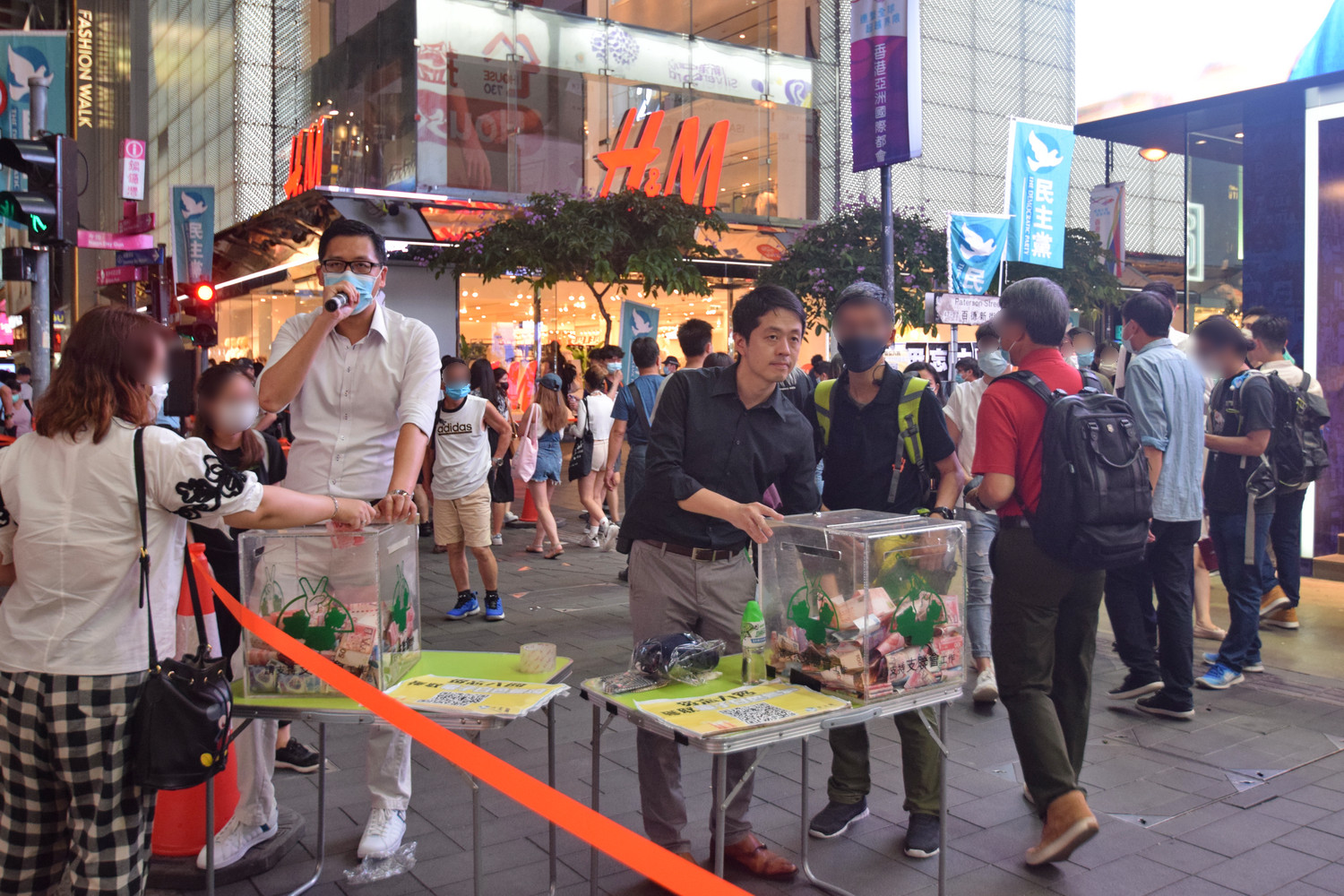
6月4日夜、林卓廷と許智峯が記利佐治街で香港支聯會の募金活動を行う
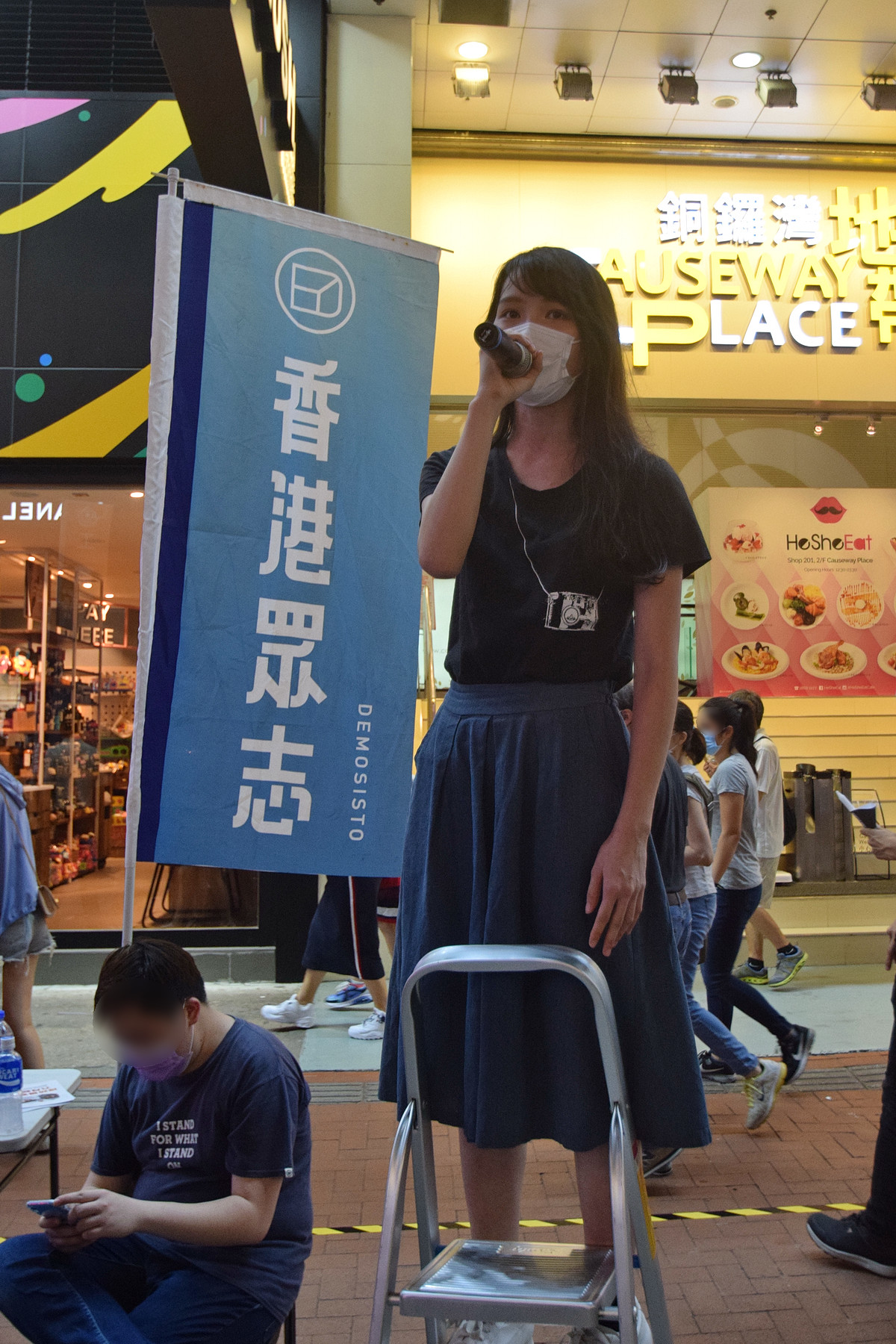
周庭が記利佐治街に設けられた香港眾志のブースで市民にキャンドル晩会参加を呼びかける
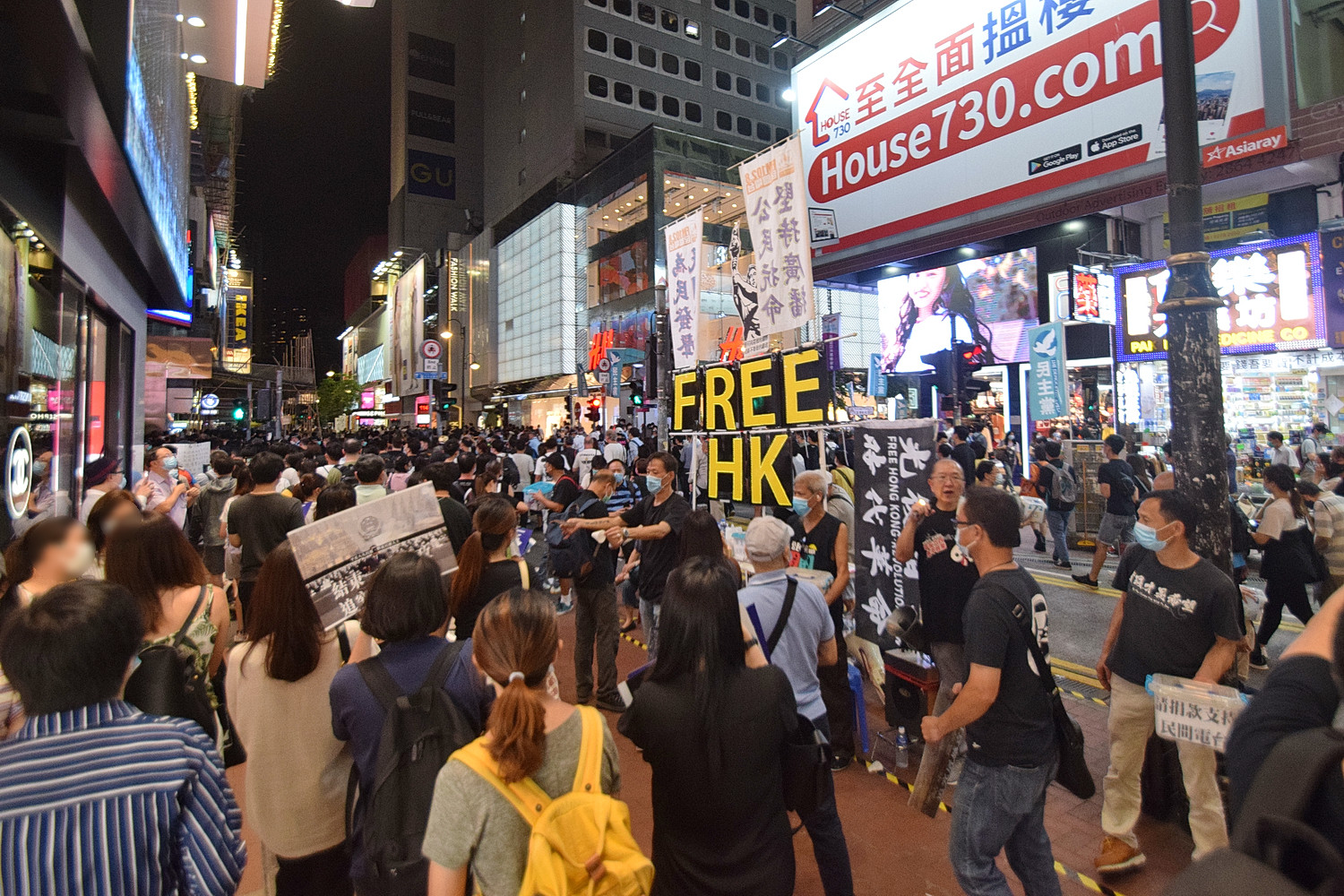
民間電台が記利佐治街にブースを設置
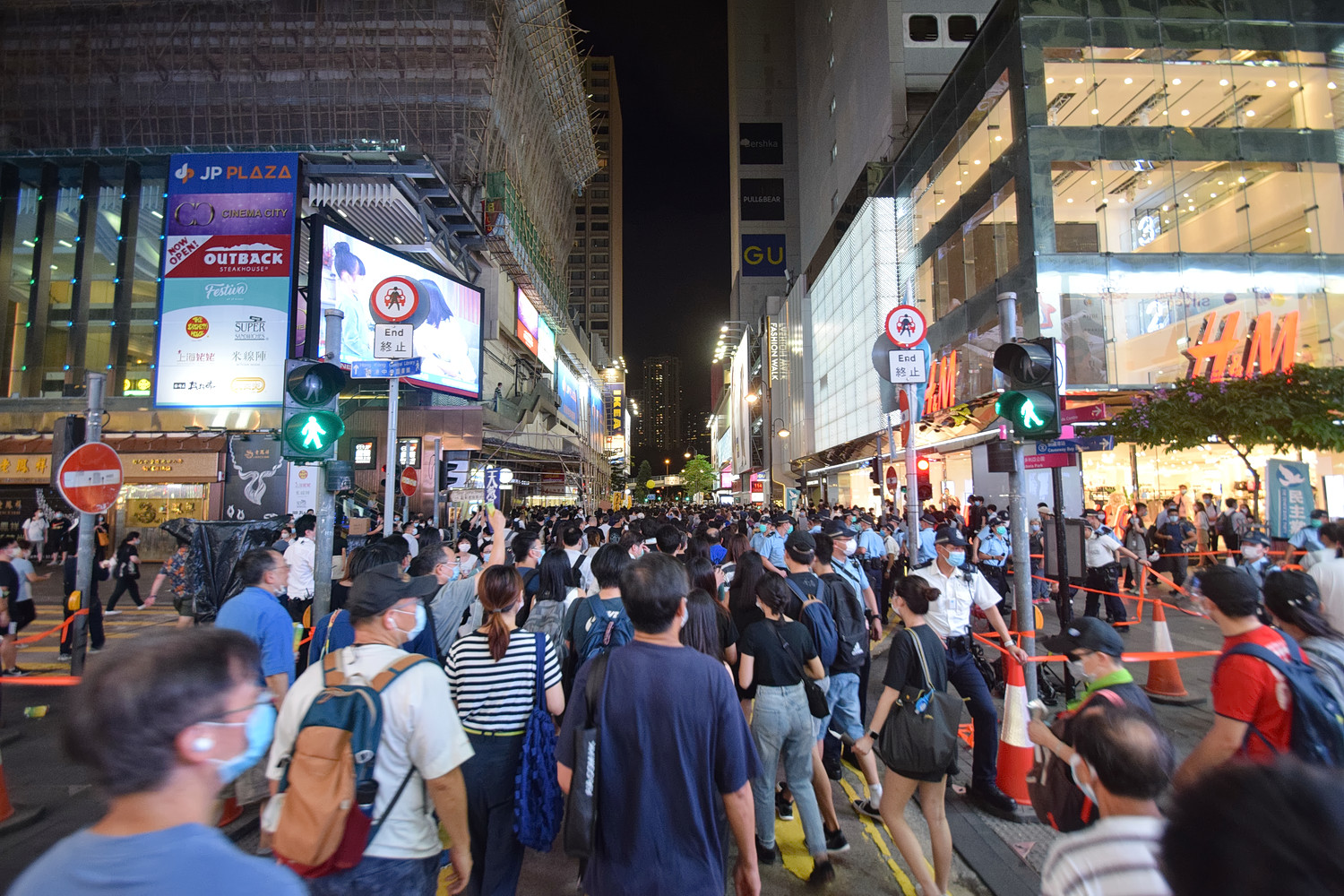
多くの市民が記利佐治街から維園へ歩いて移動
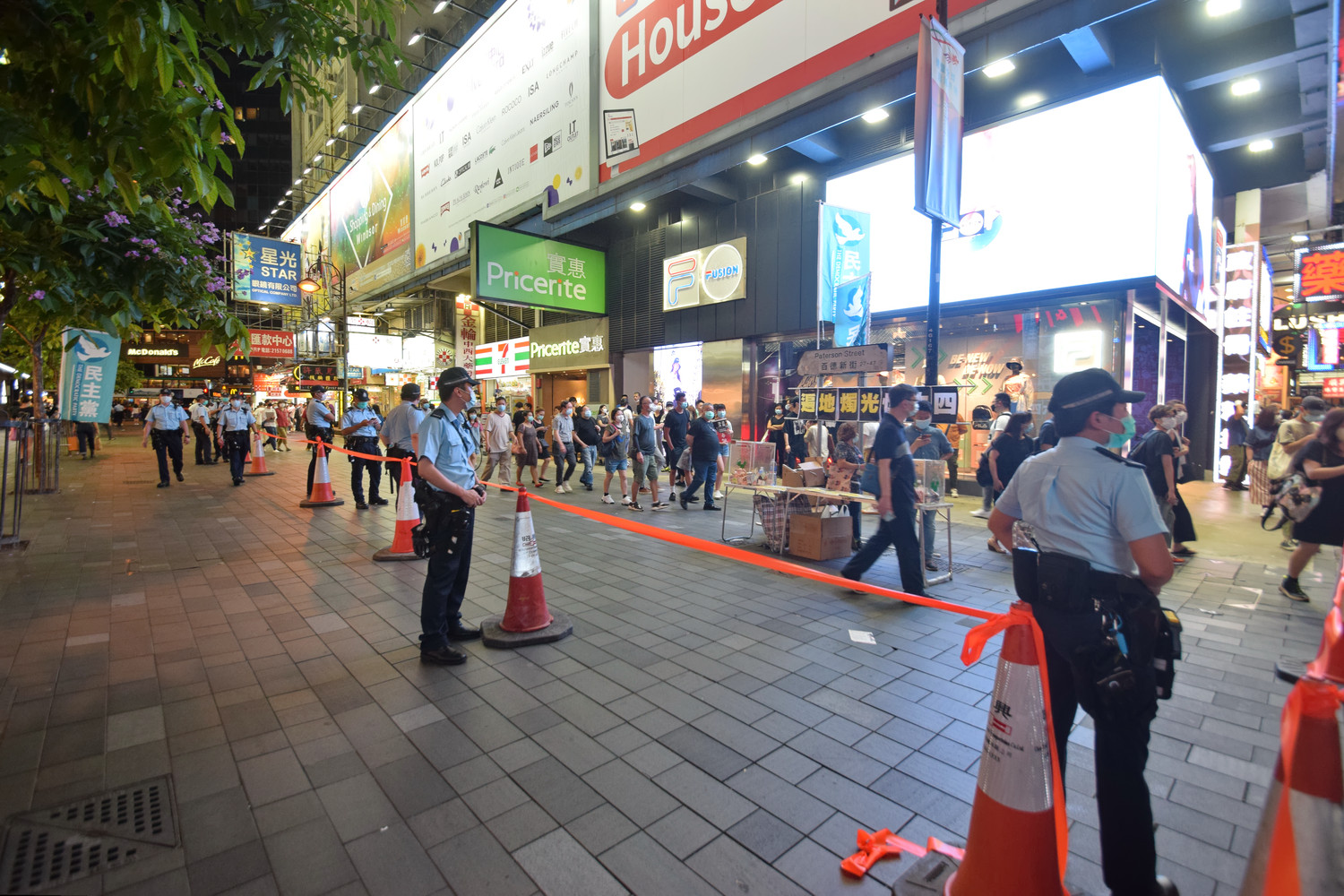
警察が記利佐治街および百德新街周辺で防線を張り人々を管理
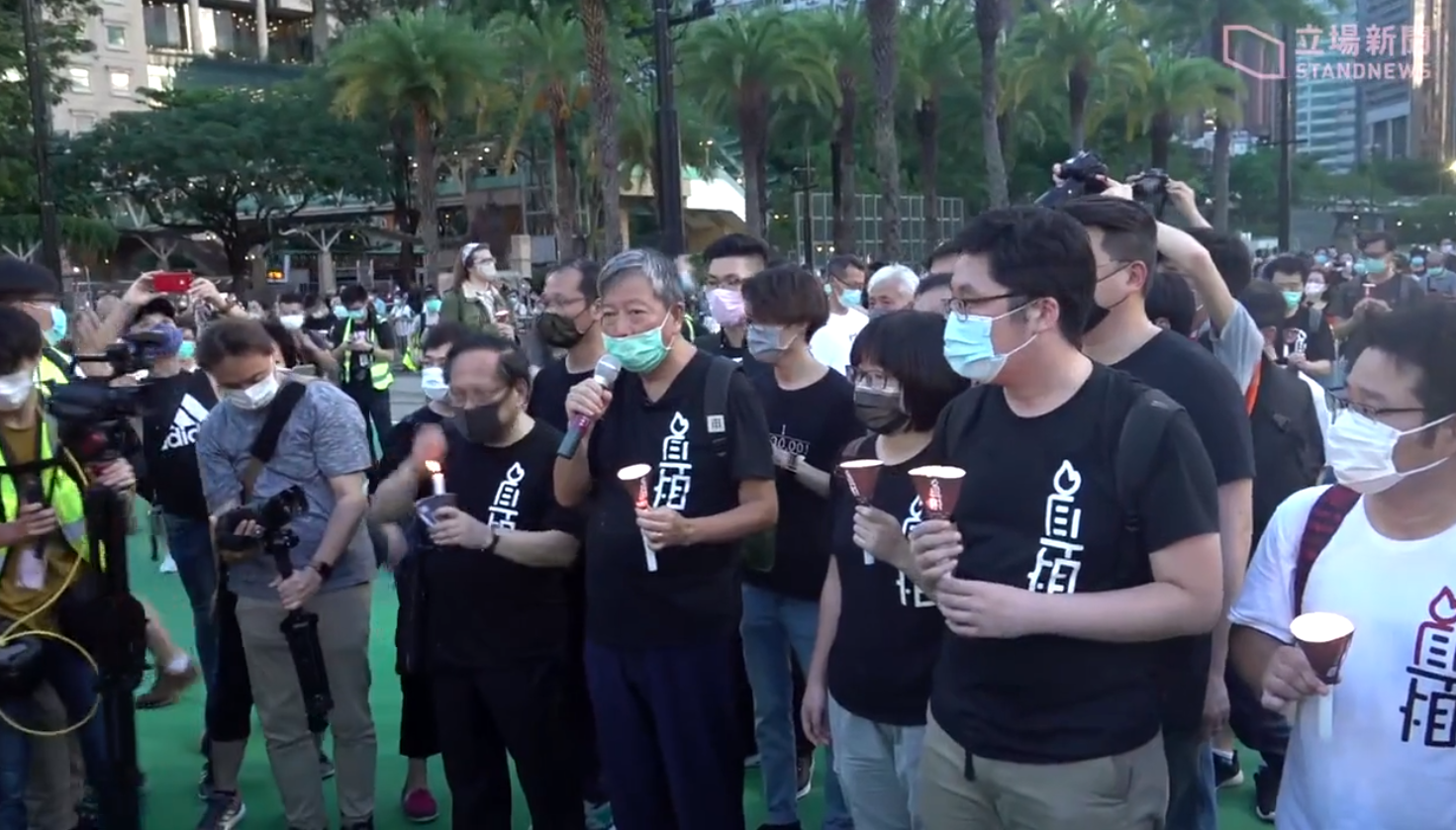
主催者支連会が参加者を率いて維園の硬地サッカー場に入る
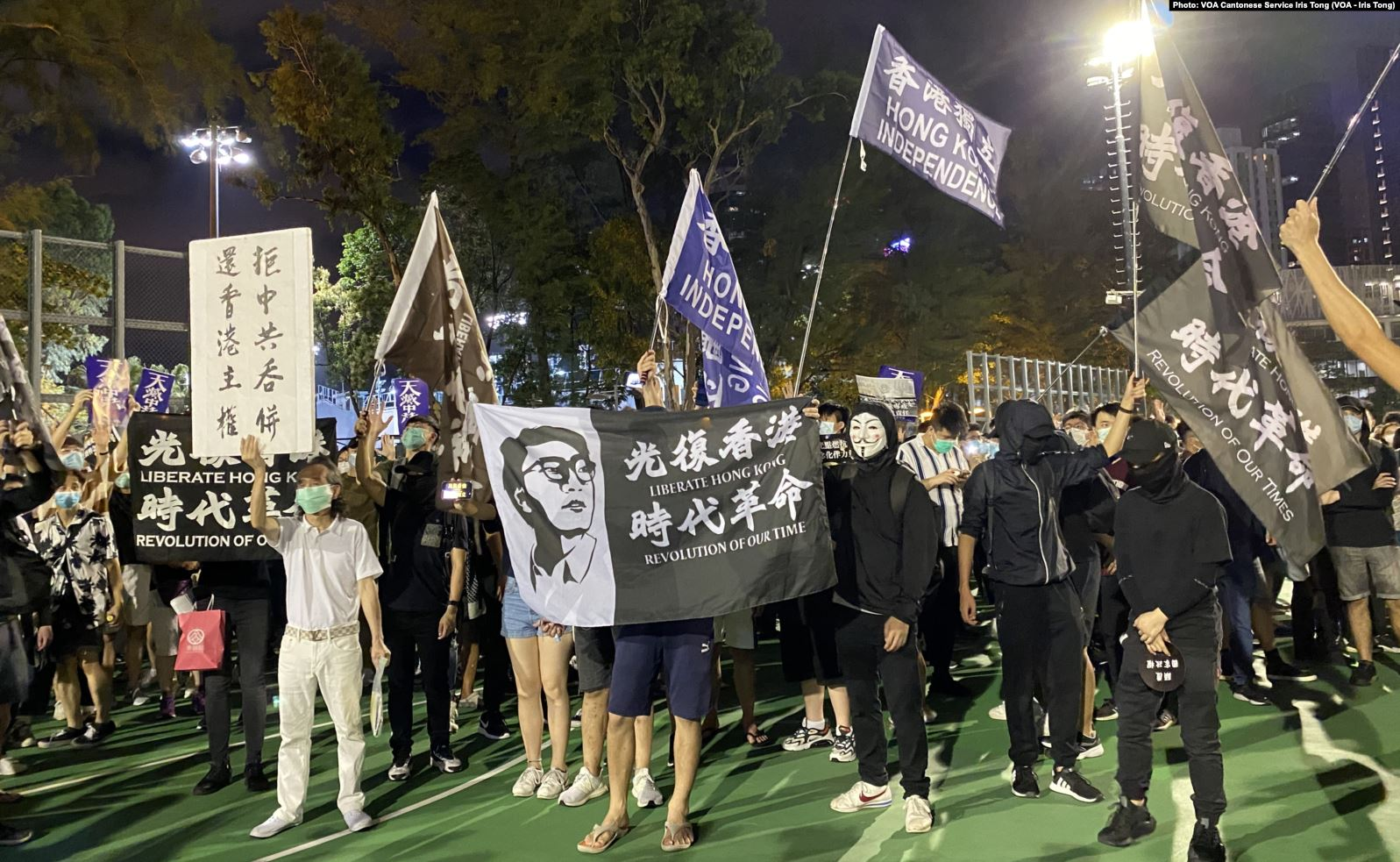
維園のキャンドル集会に参加した若者たちが反修例運動および香港独立の旗を振る

#### 各地区での開催状況

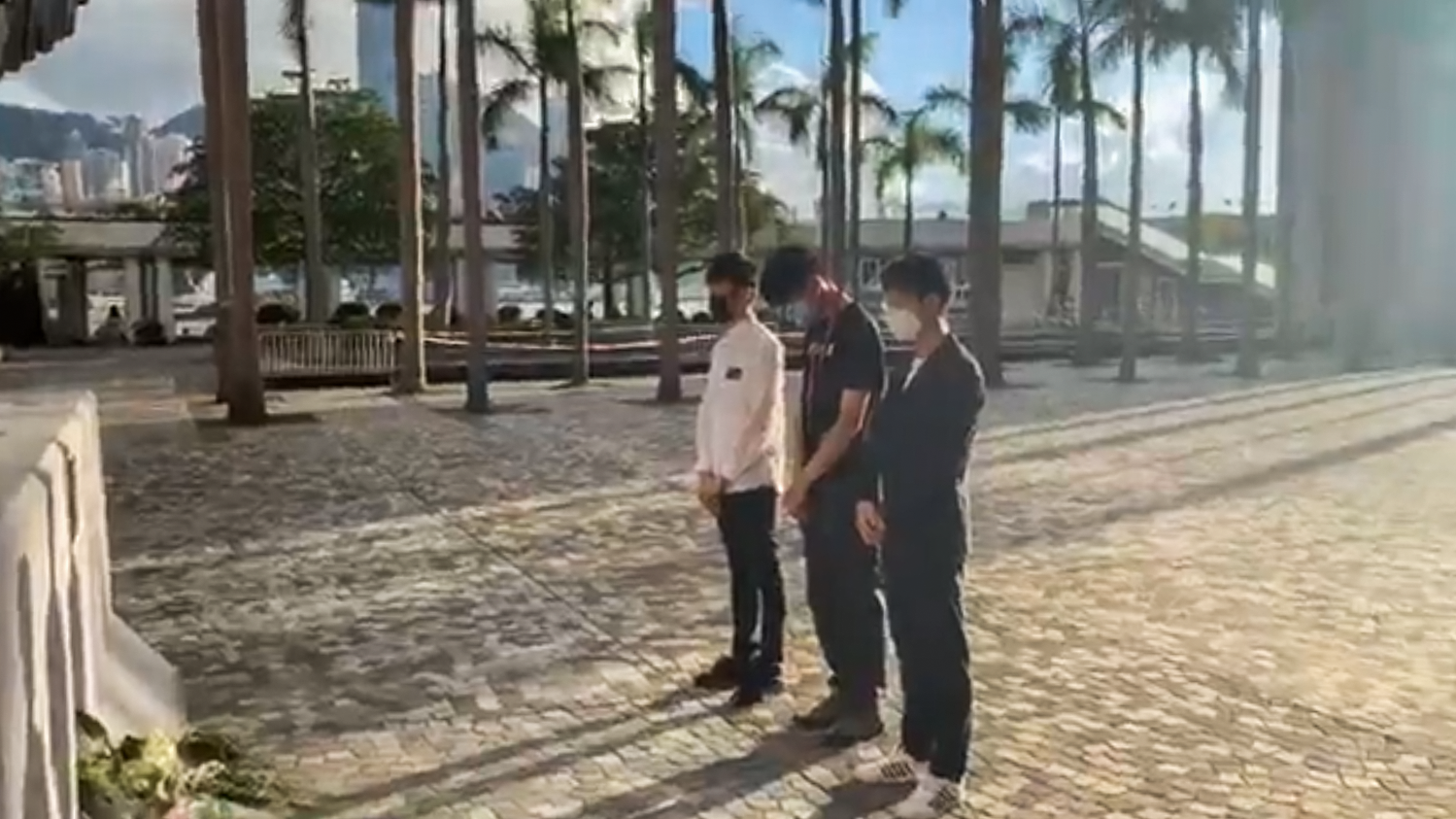
夕方6時04分、屯門区議員巫堃泰（中国語版）、油尖旺区議員陳嘉朗（中国語版）、葵青区議会副主席張文龍 (香港區議員)（中国語版）が尖沙咀文化中心の「飛翔するフランス人」彫刻の下で献花
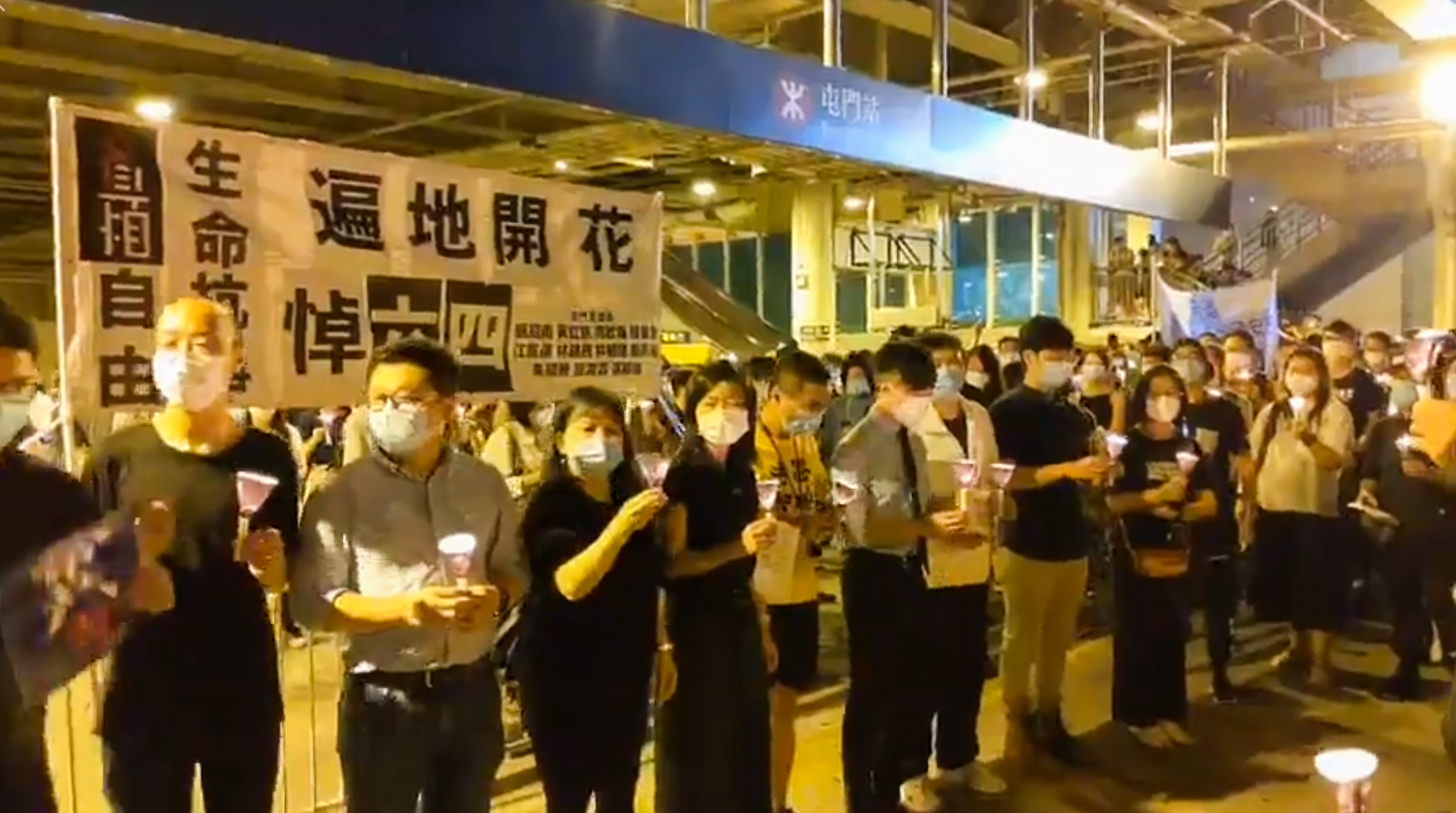
屯門の民主派区議員が屯門駅外で追悼会を開催
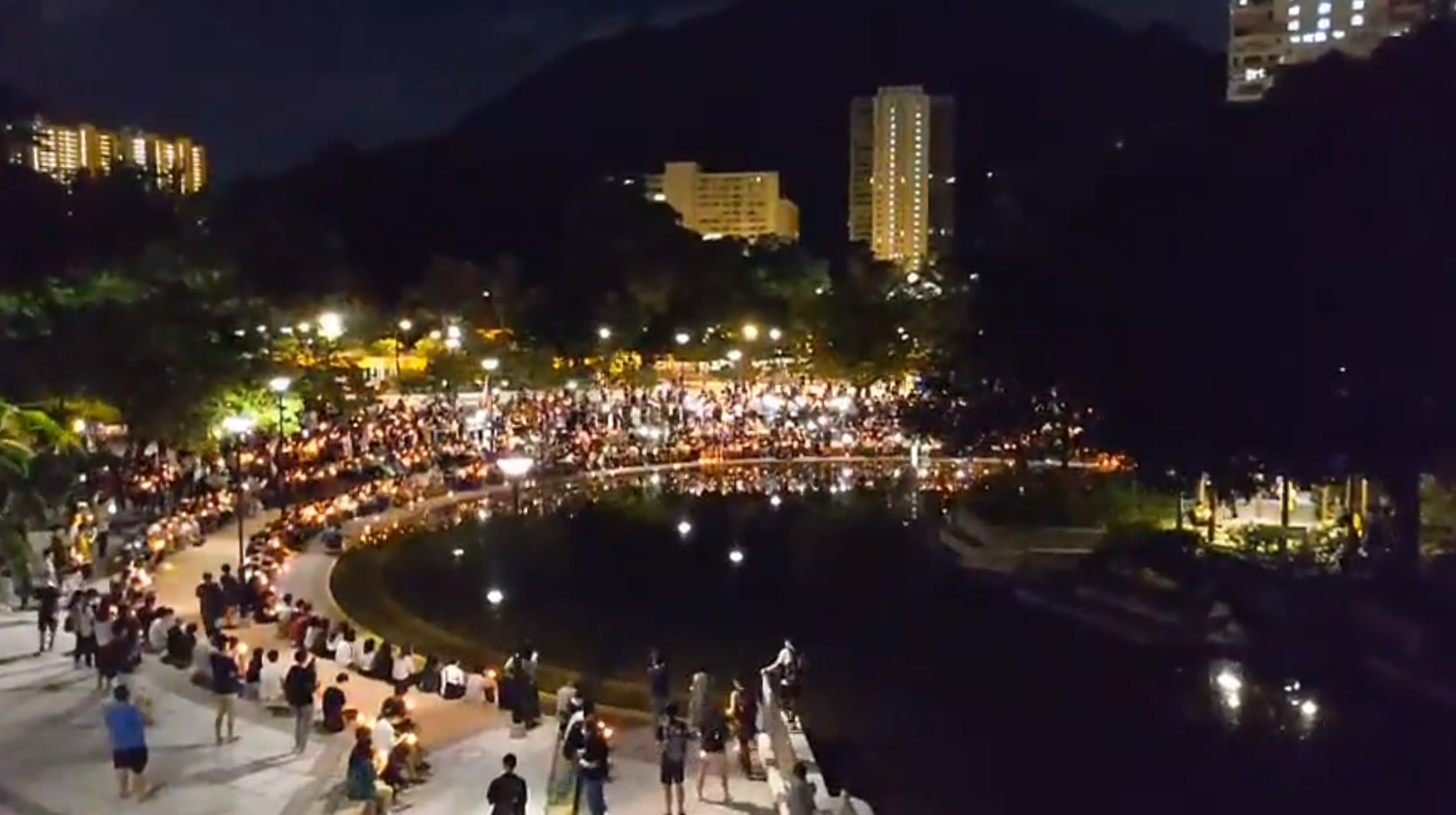
6月4日夜の屯門公園での集会。園内の池を囲んで人々が集まる
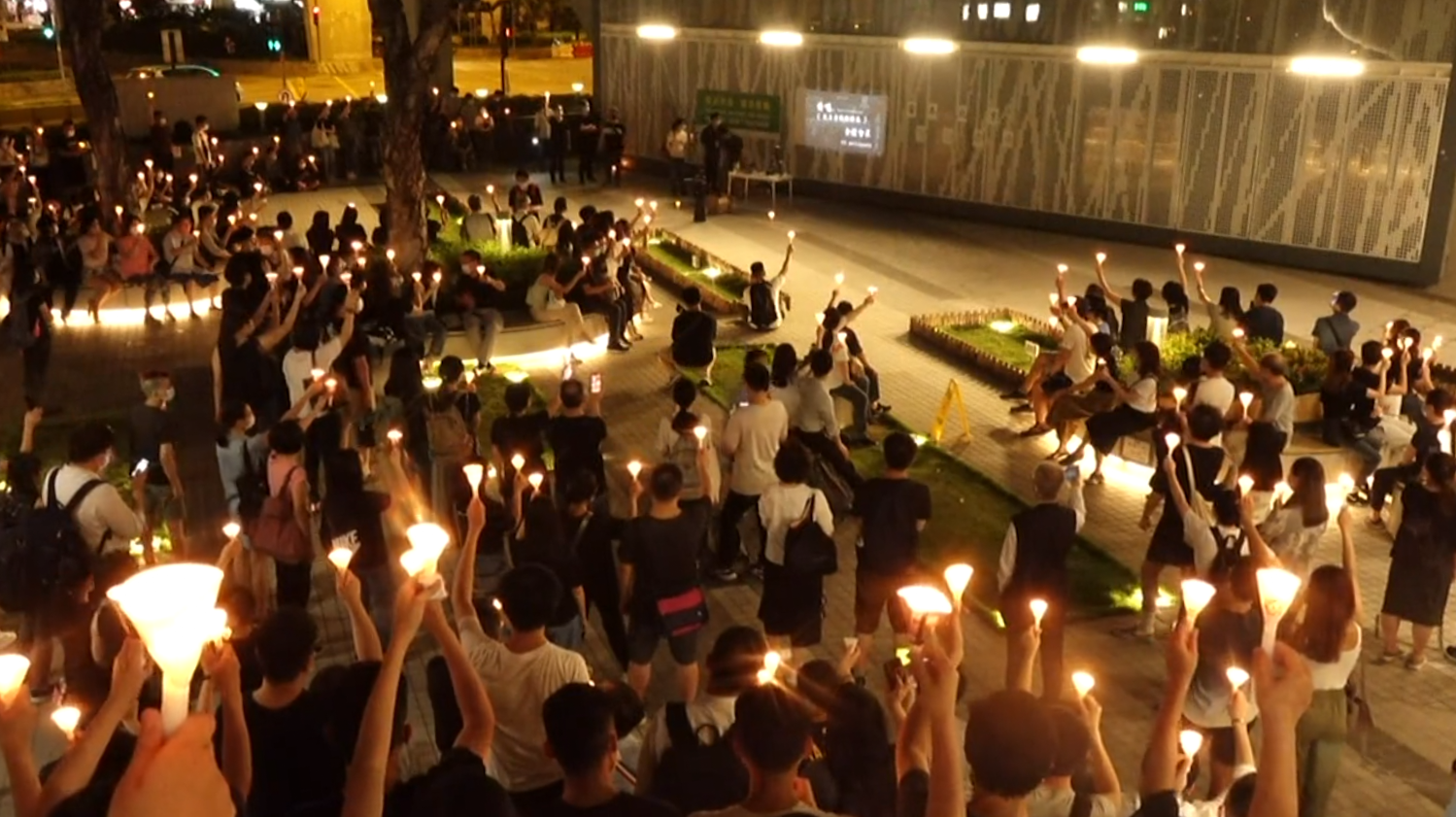
荃湾西楼角花園で百名以上の市民が追悼会に参加
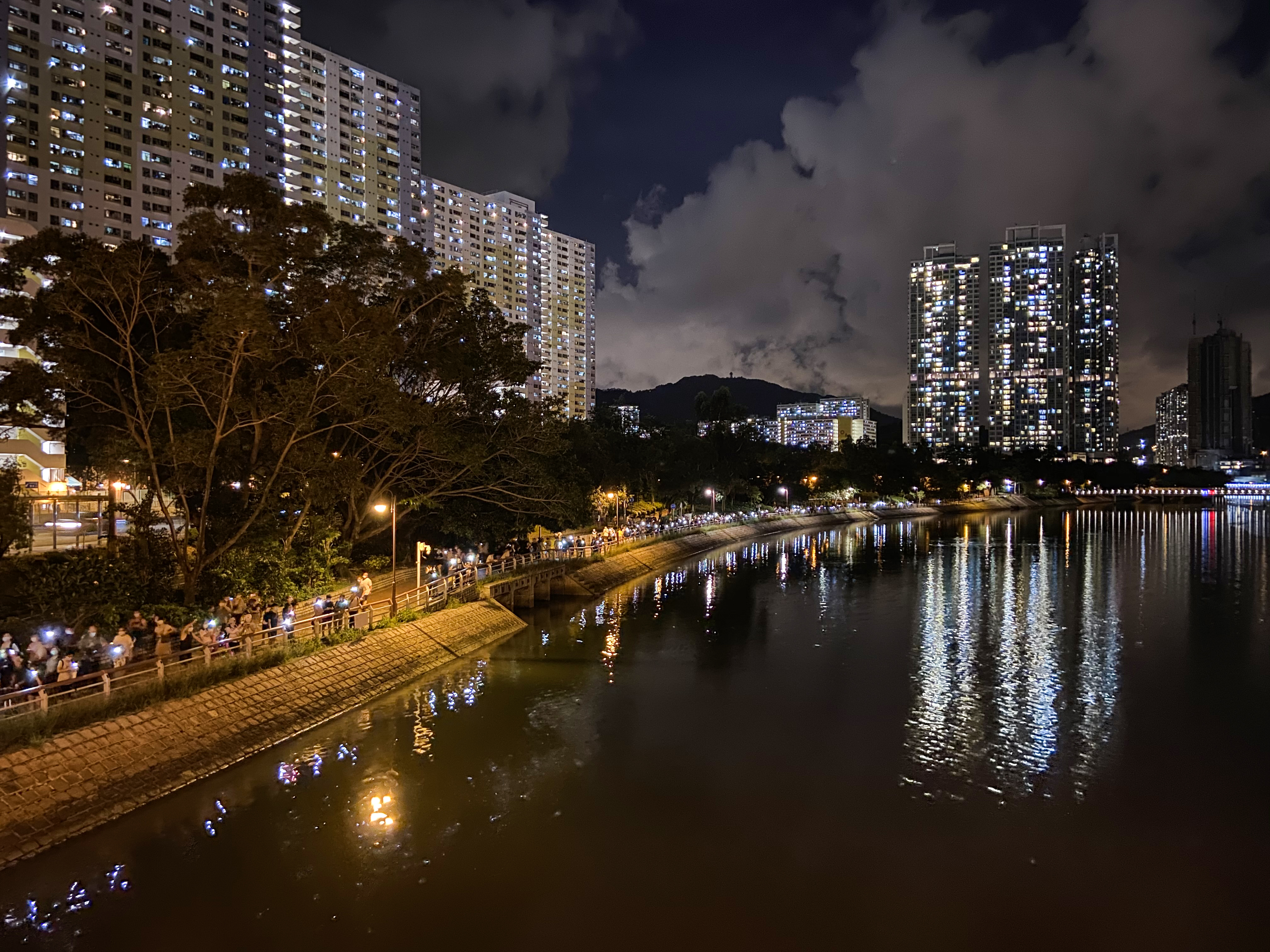
沙田城門河で百名以上の市民がスマホのライトを点灯して追悼に参加
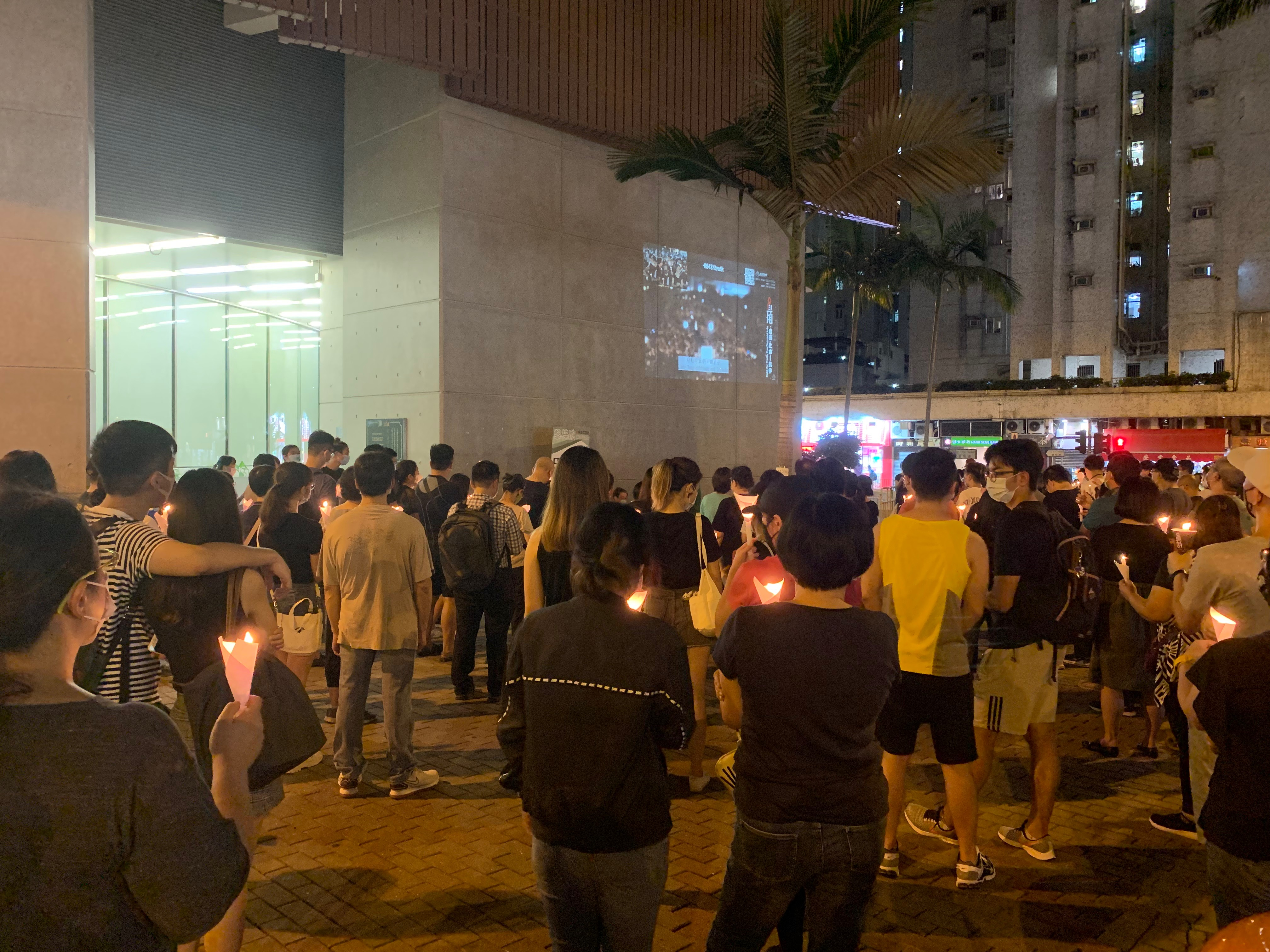
小西湾総合ビル外で市民が追悼
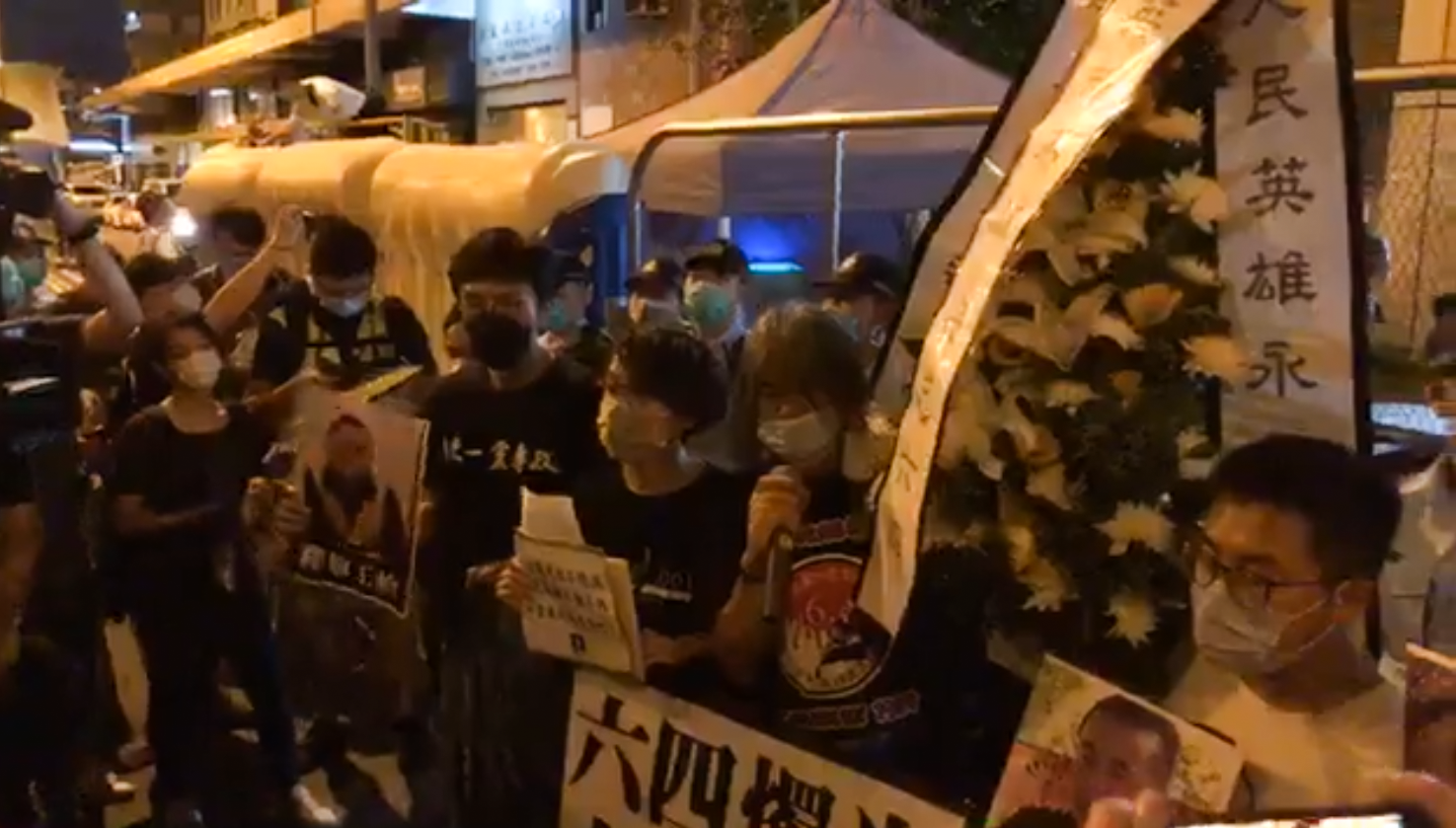
社会民主連線が中聯弁へデモに向かう

#### 無許可集会および他者を扇動した無許可集会の罪に関する事件

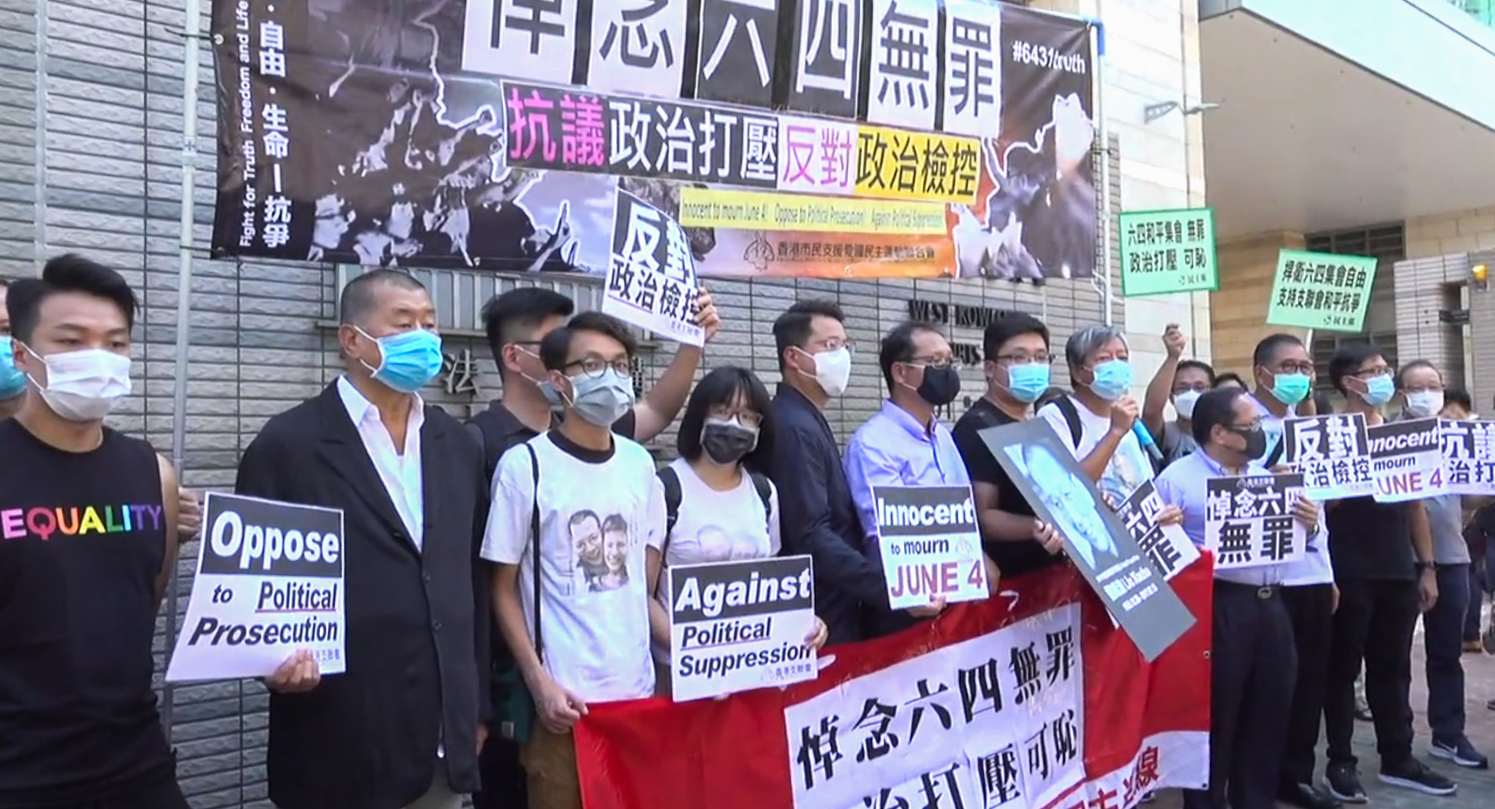
2020年7月13日、黎智英や何俊仁ら13人が西九龍裁判所で公判

6月11日、支聯会（六四民主化運動支援連合会）主席李卓人、副主席何俊仁、書記蔡耀昌、および《蘋果日報》創設者黎智英は、警察から「他者を扇動して無許可集会に参加させた」として起訴状が裁判所に送付される通知を受け、4人は6月23日に法廷に出廷予定となった。李卓人は警察による起訴に麻痺感を示し、政府と警察は「中国共産党に忠誠を示すためだ」と述べている。

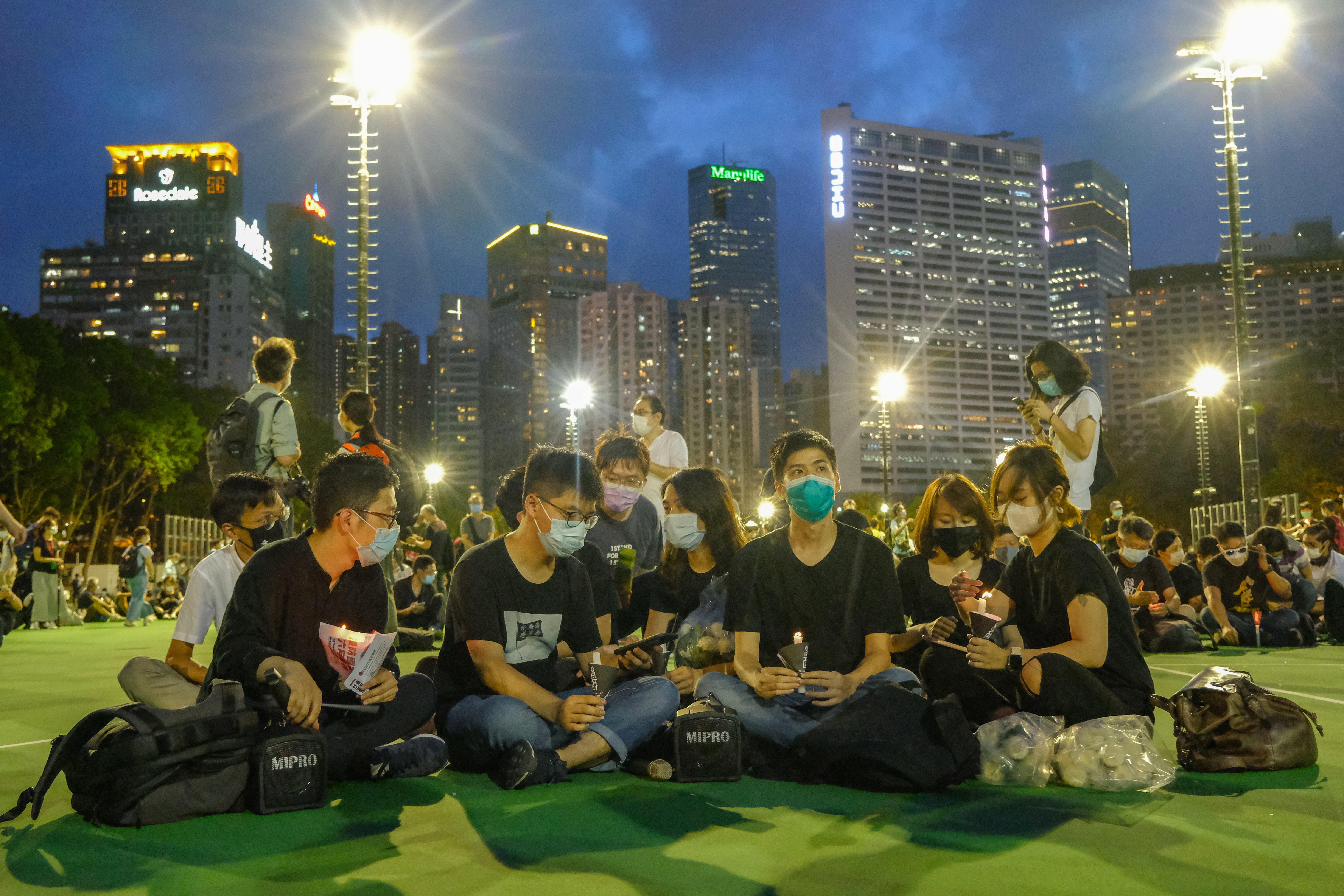
黃之鋒（ジョシュア・ウォン）、岑敖暉（グレース・キャン）、袁嘉蔚（イェン・カーワイ）、梁凱晴（リアン・ホイチン）が「無許可集会」への参加罪で起訴され、黄之鋒は10ヶ月の禁錮刑、岑敖暉は6ヶ月、袁嘉蔚と梁凱晴は4ヶ月の禁錮刑判決を受けた

2021年4月30日、黄之鋒（ジョシュア・ウォン）、岑敖暉（グレース・キャン）、袁嘉蔚（イェン・カーワイ）、梁凱晴（リアン・ホイチン）は地域法院にて「無許可集会参加」の罪を認めた。梁凱晴は認罪のため初めて拘置房に収監された。
一方、認罪を決めていた朱凱廸（アグネス・チュウ）は法的代理人を通じて認罪撤回を申請した。
5月6日、地域法院の陳廣池裁判官は、彼らは政治家または区議員であり、計画的かつ故意に法律違反をしたと認定、公然と法に抵抗し、反省の色がないと指摘した。また当日、2万人がサッカー場内に集まったことは健康上のリスクを引き起こし、交通や他者に妨害をもたらす可能性があると認めた。さらに当時の香港は社会的混乱に見舞われており、集会が参加者の感情を高揚させ、不法行為を扇動し暴力を助長する可能性を否定できないと述べた。黄之鋒を「主犯」と位置づけた。最終的に黄之鋒は10ヶ月、岑敖暉は6ヶ月、袁嘉蔚と梁凱晴は4ヶ月の禁錮刑を宣告された。黄之鋒の刑期は以前の判決と合わせて分割執行される。
2021年9月9日、12名の被告が区域法院で罪状を認めた。被告は、何俊仁、陳皓桓、尹兆堅、張文光 (1954年)、郭永健、趙恩來、変海華、梁国華、何秀蘭、梁国雄、朱凱廸、および楊森 (香港)である。
そのうち陳皓桓は、認罪前に法廷で「どんな雨が降っても、自由の花は咲き続ける(自由花の歌詞)」や「民主は勝利して帰ってくる、その後には大きな波がこの変化を引き継ぐ(民主会戦勝帰来の歌詞)」と叫んた。
事件の概要によると、何俊仁ら一部の被告はロウソクを持ってヴィクトリアパーク (香港)に入り、「六四事件」「反対逃犯条例修訂草案運動」、そして《香港国家安全維持法》に反対するスローガンを叫ぶ。警察は維園内で拡声器を使って、未許可の集会に参加しないよう呼びかけた。
被告の陳皓桓は維園に設置されていた鉄柵を引き開け、他の市民が入れるようにし、警備員の制止を無視した。検察側は法廷で動画を再生し、現場の参加者が港独のスローガンが書かれた旗を持ち、「反修例」や「港独」のスローガンを叫んでいる様子を示した。
被告陳皓桓と梁國雄の弁護人である大弁護士黄宇逸は情状酌量を求める際、当日の集会は平和的で公衆秩序への影響はなく、持続時間も短く規模も小さいと述べた。事件の時間と場所は象徴的な意味を持ち、現場で港独スローガンを叫ぶ者がいたものの、陳皓桓自身は国家分裂を示す意図を示しておらず、また六四の追悼行事であり、関連する状況を予測していなかったため、彼の罪責は他者の行為に影響されるべきではないとした。
被告張文光の弁護人は、彼の役割は比較的受動的で、叫んだのは過去何年も使われてきた政治スローガンに過ぎず、彼は過激派ではなく、むしろ保守的だと批判されるほどであると述べた。また彼は長年公共のために奉仕し、人格も良好であるため、刑罰は拘禁以外のもの、あるいはもし拘禁なら執行猶予を求めた。
被告尹兆堅と麥海華の弁護人であるベテラン大弁護士夏偉志は、問題の集会は平和的で暴力はなかったと述べた。両被告および現場の多くの人はマスクを着用し、感染症対策に責任を持っていたことを強調。麥海華は70歳であり、文明社会では70歳で良好な品格を持つ者を投獄すべきではないとし、両名の執行猶予判決を希望した。
被告郭永健、趙恩來、梁國華の弁護人は、3人の執行猶予を望むと述べた。郭永健は家族の唯一の経済的支柱であり、障害者のために奉仕している。趙恩來は事件への関与度が低く、再犯の可能性も低い。梁國華は高齢の母とがんから回復中の妻を介護しており、自身も10分以上歩けない状態であると述べた。
被告何秀蘭の弁護人は、六四追悼は香港における平和的集会の伝統であり、被告や香港市民に特別な意味を持つと述べた。
被告何俊仁は法廷で自ら情状陳述し、集会は法に違反しているが、良心と道徳的責任に動かされて行われたものであり、六四追悼の歴史的伝統を維持し、歴史の教訓を忘れず権力に真実を語ることを目的としていると述べた。彼らが認めた罪は六四追悼という基本的自由を行使しようとしただけであり、市民的不服従を実践し、法的結果を受け入れる覚悟があるとした。たとえ支連会が解散され、六四のろうそく集会が禁止されても、追悼の精神は香港人の心に残ると信じていると語った。
2020年、当局が初めて六四のろうそく集会開催を反対した際、支連会の常任委員は簡単な追悼活動を計画し、公衆の参加も見込んでいたが、現場に有効な音響設備がなかったため、常任委員と公衆のやり取りは即興で行われ、事前に計画されたものではなかったと説明した。
被告楊森は法廷で陳述し、平和的な集会やデモは香港人の基本的権利であり、自身は4度目の市民的不服従であり、香港人の基本権利を守るために自由を失っても後悔しないと述べた。六四の集会が今後禁止されるかもしれないが、「自由花」と語り、香港人は民主と自由の夢を追い続けるだろうとした。
維園の六四集会は中国本土以外で唯一平和的に開催できる追悼集会であり、香港の自由や高度な自治を計る重要な指標である。もし完全に禁止されれば、香港の一国二制度の将来や高度な自治が深刻に損なわれると指摘した。
楊森は、六四集会は歴史の忘却を拒み、真実と記憶を保存するものであり、六四の真相を保つことは時代的な意義があると述べた。集会はすでに2年連続禁止されており、一国二制度は一国一制度へと向かっていると指摘。政府は活発な市民団体を解散に追い込み、支連会もその後を追う可能性があると語った。民主派が政府を批判することは政府への反対や市民の政府への憎悪を扇動することとは異なり、当局には幅広い言論の場を設け、異なる意見を容認し、「和而不同」の精神を持つよう望んだ。
裁判官の胡雅文はこれらの弁論を聞いた後、判決を9月15日に延期した。
9月15日、何俊仁・陳皓桓・尹兆堅は懲役10か月の実刑判決を受け、郭永健・趙恩來は懲役8か月、何秀蘭・梁國雄・朱凱廸・楊森は懲役6か月の判決を言い渡された。張文光および麥海華は懲役8か月・執行猶予18か月、梁國華は懲役4か月・執行猶予12か月とされた。
胡雅文判事は、被告らが明らかに地域社会に対する重大なリスクを無視し、公衆衛生の危機を軽視しており、他の香港市民の健康と安全を顧みず、自己の目的が地域社会の保護よりも重要であると誤ってかつ傲慢に考えていたと指摘した。多くの被告は広く知られた人物であるが、事件が暴力や感染拡大を引き起こさなかったことは、被告らの罪を軽減する理由にはならないとし、即時収監が必要であると述べた。
また判事は、集会の自由は《基本法》によって保障されているが、それは絶対的な権利ではなく、公共の安全・秩序や他人の権利の保護に制約されるものであり、公衆衛生の危機もこれに含まれると述べた。さらに、社会的距離を制限する措置は地域社会を守るためのものであり、それを破ったり、他人に破らせようとすることは重大であるため、抑止力のある刑罰が必要であるとした。
被告の趙恩來は判決前、裁判所の外で「我々被告は収監される心の準備はできている。みんなが混乱の中でも無事であり、六四事件を忘れないでほしい。香港人が絶望さえしなければ、必ず困難を乗り越えられる」と語った。
社会民主連線は現場で被告を支援し、「平和的な集会は人権であり、政治的な起訴は恥ずべきことだ」と批判した。
2021年12月9日、黎智英と鄒幸彤は未許可集会の扇動罪で有罪判決を受け、何桂藍は未許可集会参加罪で有罪となった。12月13日には、鄒幸彤が懲役14か月、蔡耀昌と鄒幸彤が懲役12か月、梁耀忠と梁錦威が懲役9か月、何桂藍が懲役6か月、胡志偉が懲役4か月2週間の判決を受けた。李と黎の刑期は以前の刑期と合わせて併合執行されうる。
その後、黄之鋒と梁凱晴は刑期に不服として高等法院に上訴しました。裁判官は、原審判事の陳廣池が黄之鋒の刑罰を過重と判断し、上訴が認められ刑期を8か月に減刑した。一方、刑期を終えた梁凱晴の上訴は棄却された。

### 2021年
2021年は《港区国家安全法》施行後、最初の「六四」記念日となりました。支連会は引き続きキャンドルライト集会の開催を計画し、反対しない通知書の申請を行った。
しかし警察は依然として感染症対策と集会制限令を考慮し、前年同様に関連集会の許可は下りないと見込まれた。香港特別行政区政府も、支連会の申請が防疫緊急法令に基づき関係当局により拒否されたことを認めた。また康文署も感染症を理由に、無料のスポーツ・レクリエーション施設の非指定用途への予約受付を一時停止した。
国家安全法および「愛国者治港」のもと、今年の支連会の六四集会は大きなリスクを伴った。情報筋によると、北京はこれまでにない強硬な姿勢でこの問題に対応し、支連会の維園キャンドル追悼集会に参加する人物をすべて「愛国者」基準に適合しない者と断定し、今後は区議会や立法会の選挙に参加できなくするとともに、現職区議は資格を剥奪されるという。
また、警察は厳格な法執行を行う見込みで、当夜の追悼活動が違法集会と判断された場合、活動の主催者や政治関係者だけでなく、参加した他の市民も拘束・起訴される可能性があると伝えられている。
5月27日、支連会は警察が集会制限令を理由に六四集会への反対しない通知書を拒否したと発表し、公衆集会及びデモに関する控訴委員会に控訴を申し立てる意向を示した。
5月29日、控訴委員会は審理後に支連会の控訴を棄却し、警察の決定を支持しました。支連会は今年の六四維園集会を組織・宣伝しないことを明言した。
6月3日、多くのメディアは警察が厳重態勢を敷くと報じました。当日は7,000人の警察力が動員される予定で、維園（ビクトリアパーク）には3,000人の警察官が配備される見込み。同時に、沙田大會堂の「百歩梯」、尖沙咀の香港文化中心付近、旺角の朗豪坊などが重点的に警備される。
また、黒い服の着用やろうそくの点灯が違法の証拠になる可能性があると表明しました。支聯會の秘書である蔡耀昌は、警察の対応を「香港人への変相的な脅迫」と考えています。民權觀察はこれを「表現の自由に対する大きな後退」と評している。
米国駐香港及び澳門総領事館とカナダ駐港総領事館は続けて警告を発し、職員に対し6月4日午後4時から深夜にかけて維多利亜公園周辺に近づかないように指示した。また、許可なくデモ参加者や警察の写真を撮影しないよう注意を促した。
当日の夜、多くの市民が維多利亞公園外や銅鑼灣に集まり、ろうそくを灯しました。尖沙咀、旺角、馬鞍山、天水圍、荃灣などの地区でも市民がろうそくを点して六四を追悼しました。午後10時時点で、20歳から75歳の男女6人（男性4人、女性2人）が逮捕されており、承認されていない集会の扇動、通常の暴行、器物損壊、公衆の場での不品行、警察官の職務妨害の容疑がかけられている。また、警察は旺角西洋菜南街や銅鑼灣の複数箇所で急襲封鎖を行い、検問・取り締まりを実施。少なくとも12人が集会制限令違反で告発され、その中には立場新聞の記者1名も含まれていた。
米国駐香港総領事館や欧州連合駐香港・澳門事務所の窓辺でも電子ろうそくが灯され追悼された。

#### 法廷事件
当時支聯會副主席であった鄒幸彤は、SNSや新聞で市民に集会参加を呼びかけたとして、2022年1月4日に裁判を経て扇動集会の罪で有罪となり、15ヶ月の実刑判決を受けた。鄒は判決に不服として控訴したが、高等法院の張慧玲判事は2022年末に鄒の控訴を認め、有罪判決と刑を取り消した。しかし、検察側は判決に不服で、2023年1月19日に終審裁判所への上訴許可証明書の申請を行った。張判事は本件に「重大かつ広範な法的問題がある」として許可証明書を出した。
ネットメディア「Free HK Media」の創設者で「姜牧師」と呼ばれる姜嘉偉と、同じメディアの記者2名を含む他3人は、翌日未明に維園外で「集会制限令違反」で起訴されましたが、2023年10月25日に九龍城裁判所で無罪判決を受けました。被告のうち2名は当日取材で警察のメディア連絡係に登録していたと供述しました。裁判官は、報道を目的とした集団は599章で免除されると説明。現場は人がまばらで追悼はなかったものの「当日は特別な日で報道価値がある」と述べた。また、事件当時は何も起きていなかったため、「それなら記者は仕事をしていなかったと言えるか？」とも指摘。警察も現場付近を注視していたことを認め、撮影や取材だけでなく待機も記者の仕事の一部だと認めた。警察が被告の会話内容を把握していなかったこともあり、疑わしきは被告の利益にと判断した。

### 2022年
警察は維園での公衆集会の申請は受けていないと述べたものの、港島総区の高級警司（行動担当）である廖珈奇は、「たとえ1人が自発的に維園で追悼を行い、他の人も同じ時間・場所で同じことをすれば、それは共同の目的を持つ群衆の集まりとみなされ、《公安条例》に基づき集会申請が必要であり、申請なしは未承認集結にあたる」と指摘した。さらに法廷判例を引用し、参加者が同一場所にいなくとも、他の手段や媒体を通じてオンラインで呼びかけに参加していれば、違法集会参加とみなされる可能性があると述べた。康文署も実情に応じて対応すると発表した。社民連吳文遠は警察の対応をあいまいだと批判し、白色テロを企てていると非難した。
6月3日の夜、康文署は会場が違法活動に利用される恐れがあるとして、午後11時に維多利亞公園の中央芝生、サッカー場、バスケットボール場および複数の出入口を閉鎖した。多数の防刃ベストと首当てを装備した警察官が昼頃から維園および銅鑼湾周辺に配備され、市民の検問を行った。ある女性は東角道でジャガイモの皮を剥いた後ライターに火を付けたところ、警察に公衆の場での不品行の疑いで逮捕された。さらに大埔で59歳の男性警備員が、ネット上で「本日警察を殺害せよ」と呼びかけたとして煽動容疑で逮捕された。
6月4日までに、維園の中央芝生とサッカー場は閉鎖され、香港の各地で多くの警官が警備にあたった。黒い服を着て花を持つか、維園を通りかかる市民が複数検査を受けた。
銅鑼湾では、市民が白いA4用紙の束を手にして警察に封鎖線内へ連れて行かれ事情聴取を受けた。警察はその用紙を配って通行人の注目を集めていると指摘した。また、リュックに白い花を挿していた人も警察に止められ、所持品検査を受けた。警察は「いかなる標語を示すことも公衆の集結を引き起こす」と説明した。
前支聯会常務委員の趙恩來は花を手に銅鑼湾に現れ、東角道の封鎖線内のテントに連れて行かれ、花をリュックにしまわれた。約10分間の検査の後、港鉄駅に連れて行かれて離れた。警察は「バラ」は違法集会の扇動に関係すると見なす可能性があるとしたが、趙は警察の対応に法的根拠がないと批判した。
夕方には、警察は維園外の英皇道で車両検問とバス内の巡回検査を行った。夜7時半には多数の警察官が維園を「行動区域」と宣言し、オレンジのテープで封鎖範囲を拡大した。維園内でも警察の巡回が強化され、スマホのライトをつけている市民は消灯を求められた。
厳重な警戒体制にもかかわらず、維園外では六四を悼む市民がおり、崇光百貨店の前で黙祷し、スマホライトを点灯させていた。
警察は銅鑼湾と維園周辺で、19歳から80歳までの5人の男性と1人の女性、計6人を逮捕した。容疑は「未承認集会への参加扇動」、「警察職務妨害」、「攻撃性武器（万能ナイフ）所持」などである。

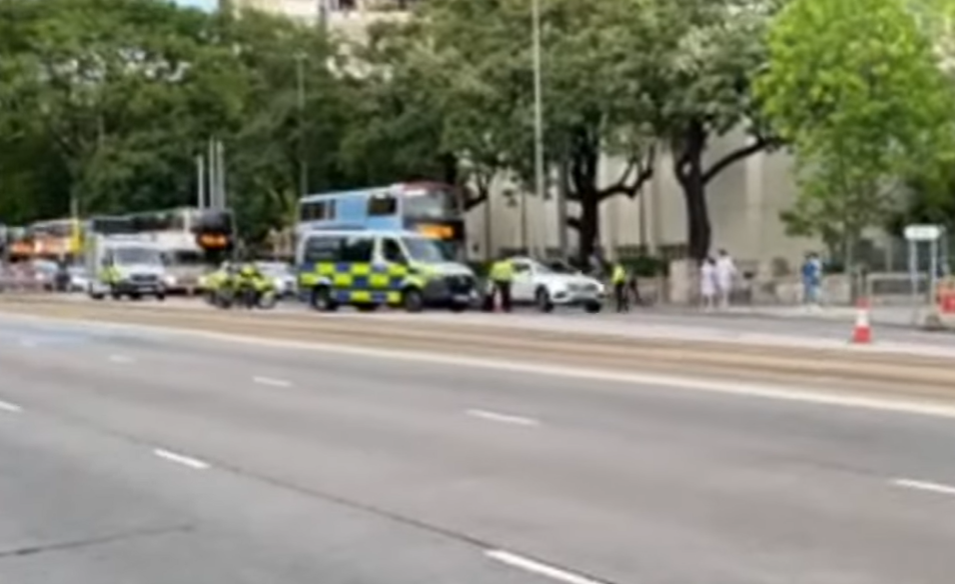
一台のトラックが多数の警察に検査され、その後運転手と助手はそれぞれ公務執行妨害の罪で起訴される

また、中国外交部駐港特派員公署は六四の前夜に複数の西側諸国の駐香港領事館に対し、六四問題での声明を控えるよう警告したが、一部の外国領事館は六四事件を追悼している。これにはアメリカ、ポーランド、オーストラリアの駐香港・澳門総領事館が含まれる。
さらに欧州連合（EU）駐香港澳門事務所とアメリカ駐香港総領事館は2年連続で窓際にろうそくを置いて追悼の意を示した。中国外交部駐香港特派員公署の報道官はこれを強く非難し、断固反対すると表明した。
記者が行政長官の林鄭月娥に、六四当夜に誰かが追悼のために出て行ったことや警察の行動についての感想を尋ねると、彼女は自分が警務処処長や保安局局長と共に、社会には依然多くの潜在的危険があることを時折警告していると述べた。これには孤狼的な行動や地下組織化した激しい抗争活動も含まれるという。大型イベントや敏感な日には誰かが扇動して破壊行為を行う可能性が高いと考えている。彼女は、警察が維園を封鎖したのは香港市民の安全を守るためであり、リスクに基づく法執行を支持すると述べた。
6月10日には、警察が21歳から22歳の男女4名を逮捕した。彼らは複数の公共施設に六四を示す落書きをしたとして、「刑事損壊」の疑いをかけられている。捜査でスプレー缶45本、スプレーステンシル2個、犯行時に着用したとみられる衣類の一式も押収された。
事後、19歳と25歳の男性2名が、それぞれ「894」という数字の車両ナンバープレートを付けたトラックを記利佐治街のH&M外で荷降ろし中に、違法駐車をし警察に身分証明書の提示を拒んで人を集めたとして指摘された。約5か月後、2人はそれぞれ公務執行妨害罪で起訴され、同年11月23日に東区裁判所で初公判が行われた。2人は罪を認めた。主任裁判官の嚴舜儀は、被告らは軽い問題だと思っているかもしれないが、当時の状況や被告らの行動は群衆を集め、警察に不必要なリスクをもたらしたと批判した。判決は12月7日に延期され、最終的に2人は12か月の感化処分を言い渡された。

### 2023年

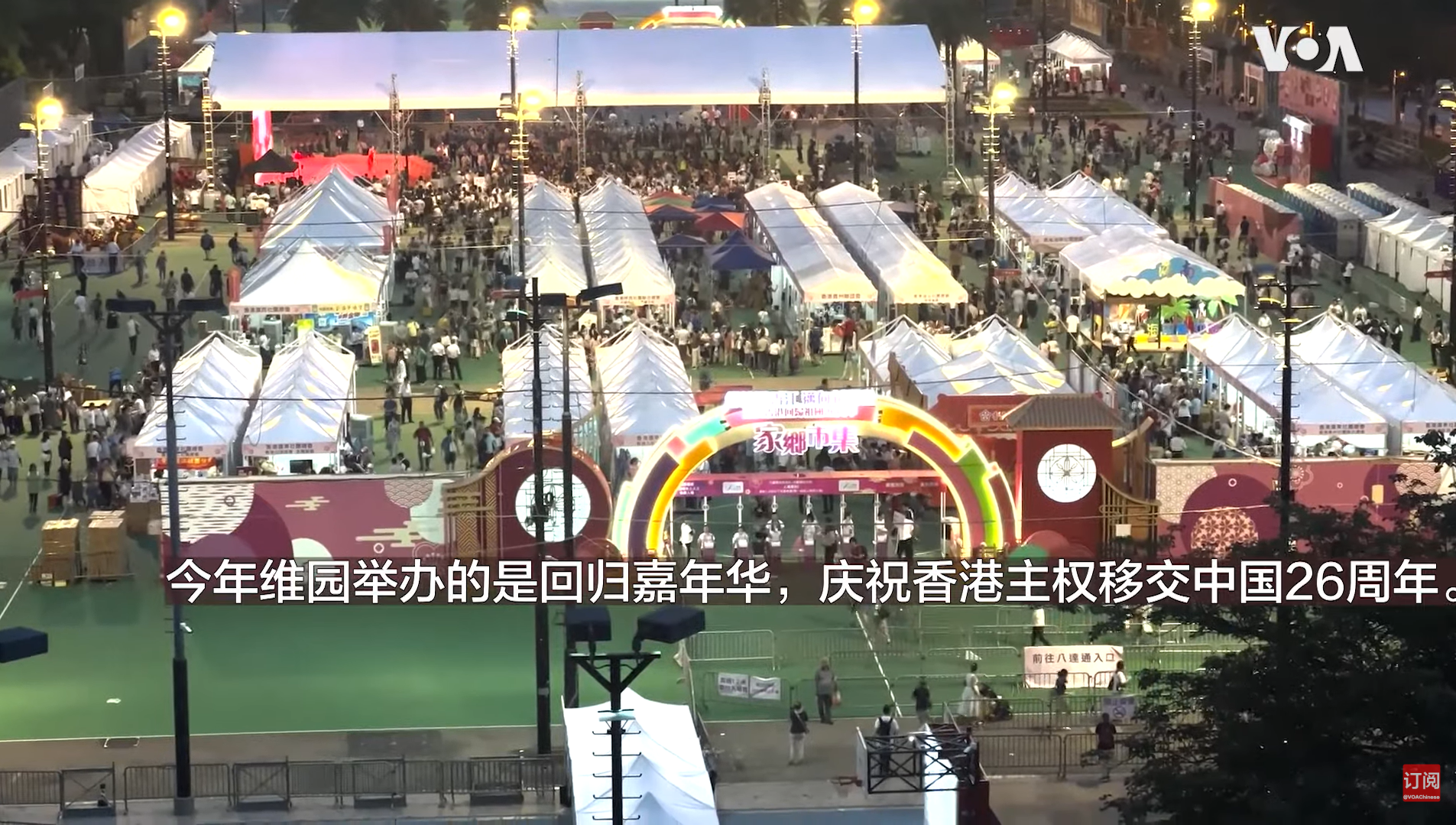
香港廣東社團總會が6月3日から6月5日までの期間、維園の4つのサッカー場と中央の芝生広場を借りて第3回「家郷市集」を開催

香港廣東社團總會は複数の同郷会とともに6月3日から5日までの期間、維園の4つのサッカー場と中央芝生を借りて第3回「家郷市集」を開催した。なお、他の2つのサッカー場は修繕工事中で6月末に再開予定である。これにより維園では4年連続で「六四」ろうそく追悼集会が行われていない。
また、保安局長の鄧炳強は、今後数日を「非常に特別な日」と述べ、多くの人が国家安全を害する行為を行う可能性があるため、当局は断固とした対応で逮捕に踏み切ると表明した。さらに違法かどうかは、出発点や行動など多くの要素を考慮すると述べた。

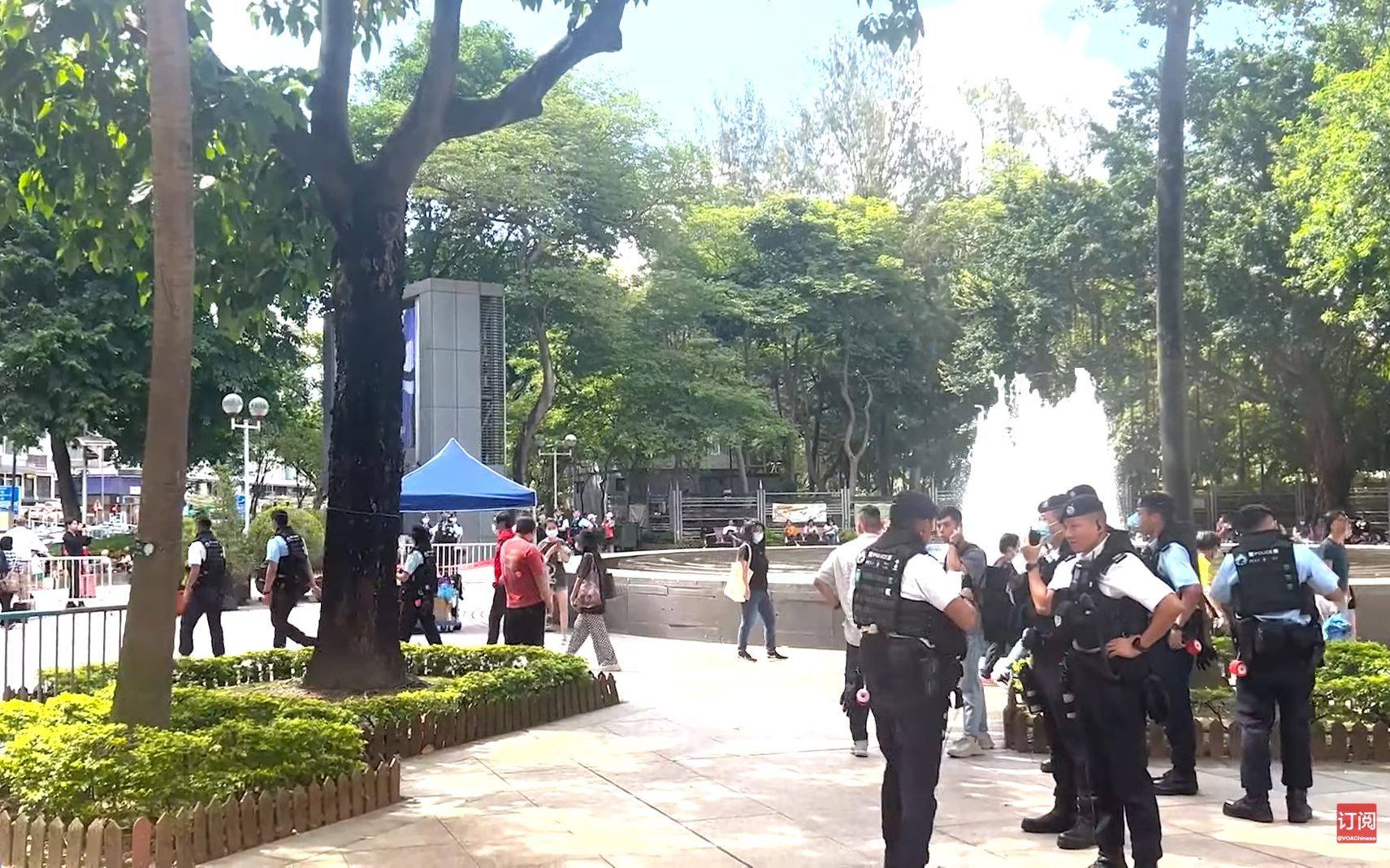
公園入口には多数の機動部隊警官が警備

6月3日、維多利亜公園周辺の警備が明らかに強化された。家郷市集の入場者はセキュリティチェックを受けてから入場でき、会場外にも多数の機動部隊警官や中国製の新型装甲車「剣齒虎」が配備されていた。
同日、警察は計4名を逮捕。逮捕理由は「扇動的意図のある行為」及び「公共の場所での不品行」とされている。さらに別の4名は「社会秩序を乱す行為」の疑いで連行され、詳細な調査が行われた。逮捕者には、前支聯会常務委員の関振邦や香港天安門母親運動代表の劉家儀が含まれ、彼らは維園の噴水池でプラカードを掲げ、89643.4秒の絶食（「8964 34周年」を示す）を宣言した。また、アーティストの三木、歯科医の李盈姿、紙で折った小さな白い花を持つ女性も逮捕または連行された。

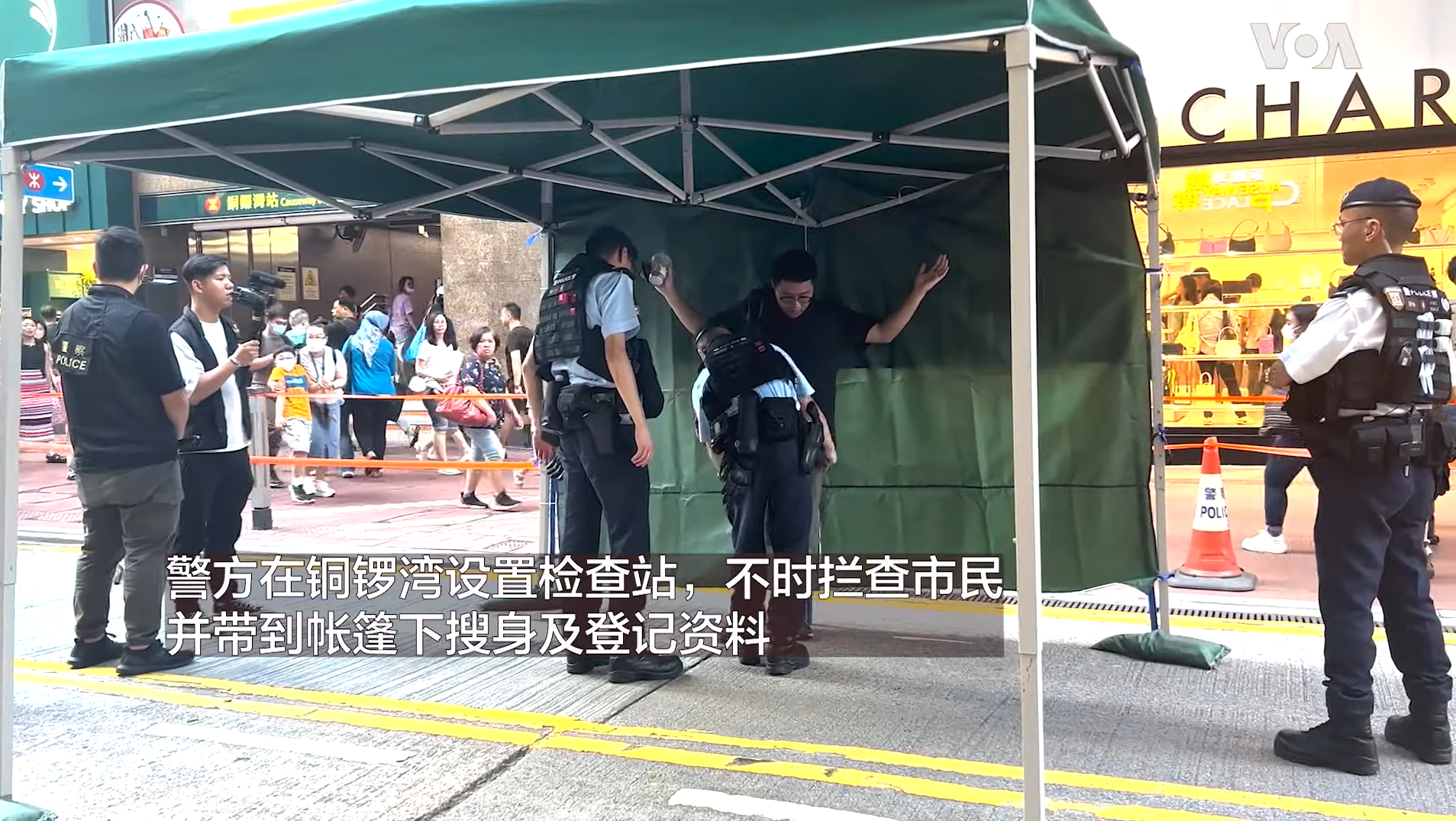
銅鑼湾一帯で黒い服を着た市民が警察の検問を受けている

6月4日、維園では4年連続で蝋燭集会が行われなかった。警察は銅鑼湾周辺、中聯弁および政府本部などに5,000～6,000人の警察を配置した。その中で崇光百貨店前の軒尼詩道には8台の警察車両が停められていた。社会民主連線の主席である陳寶瑩や「王婆婆」こと王鳳瑤は黒い服を着て黄色い紙の花を手にしていたが、警官に止められ警察車両に連行された。香港記者協会の前主席、麥燕庭も現場の警官に連行された。路上に座っている高齢者も警官から退去を促され、通勤途中に維園を通過していた市民がスマートフォンで数枚写真を撮影した際には、警官に止められ、スマホ内の写真や閲覧しているサイト、メッセージを調べられたのちに解放された。
連行されたその他の人物には、携帯電話で電子キャンドルを提示し身分証明書の提示を拒んだ者や、リュックに発光する電子キャンドルを所持していた者も含まれている。警察によると、正午から夜11時までに、港島の湾仔区及び北角区周辺の公共の場で社会秩序を乱す行為の疑いで合計23人を逮捕し、年齢は20歳から74歳までに及んだ。
逮捕の法的根拠については、法律学者の黃啟暘氏が、警察は社会秩序の乱れが差し迫った場合に限り拘束できるとしており、今回の拘束がその法的基盤を満たしているかは疑問があると指摘している。
台大研究生協会は香港警察に抗議を申し入れたが、本地の保安局はこれを事実の混同だと批判し、市民が言論の自由を行使する際は、法律を守り、国家の安全を維持し、社会秩序に影響を与えないことが前提であると強調した。
また特区政府も、国連人権高等弁務官事務所と香港記者協会が言論・報道・集会の自由の名を借りて、警察の合法的な執行行動を逆転させて誹謗中傷している不当な発言に対し、強く反対し非難すると表明した。
一方、米国駐香港総領事館と欧州連合駐香港・マカオ事務所は引き続き窓辺にろうそくを置いているが、中国外交部駐香港公署のスポークスパーソンはこれに断固反対し厳しく非難した。発言者は、外部の干渉勢力の一部が道化役となって既に結論が出ている事件をしつこく蒸し返し、中国に汚名を着せ、香港の妨害工作を行っていることは歴史のゴミ箱に捨てられる運命にあると述べた。
記者の「市民からは、六四を記念することが違法かどうか明確な定義がないと疑問視されているが」との質問に対し、保安局長の鄧炳強は、法令は非常に明確であり、当該人物の行為や動機に依存すると述べた。「一部の者は境界線をあいまいにし、軟的な対抗をしている」と指摘し、特に敏感な日に公共の安全を害する行為を続ける者がいて、警察が対処しなければ、関連事件が大規模化して他者に「乗っ取られる」ことになると警告した。

### 2024年

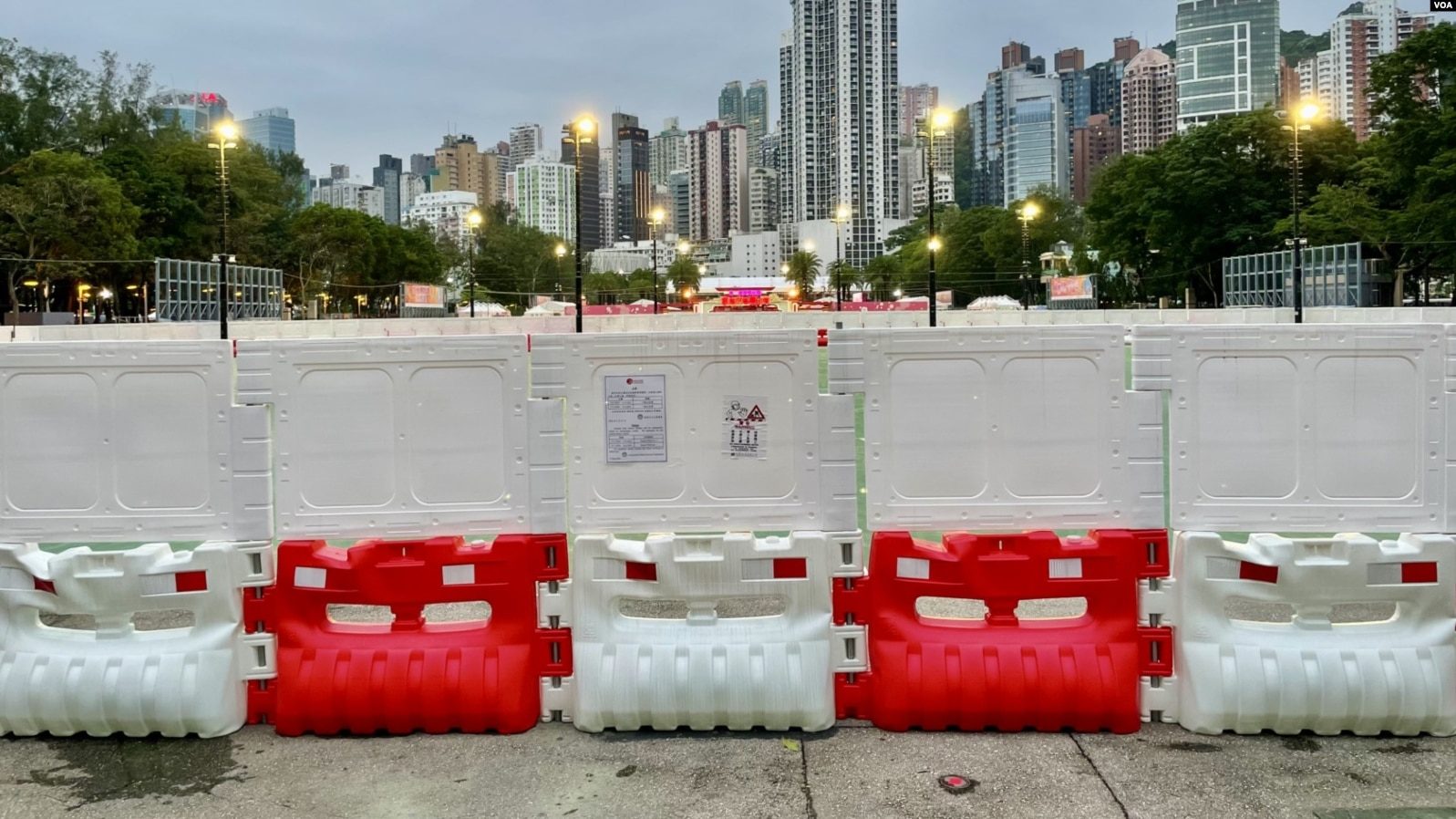
かつて30年連続で六四（天安門事件）を追悼するろうそく集会が行われていた香港のヴィクトリアパークのサッカー場は、2024年にプラスチック板で囲まれた。

2024年5月28日、六四事件三十五周年の前夜に、警察国家安全処が新たに施行された《国家安全維持条例》を初めて適用して逮捕を開始。香港全域と大欖女子刑務所にて、5人の女性と1人の男性が逮捕された。彼らはソーシャルメディアのページで「ある近づく敏感な日」（六四事件35周年）に関する扇動的な投稿を行い、《国家安全条例》の「扇動目的に関する罪」に違反した疑いがある。これは同条例施行後の初の執法行動である。続いて保安局長の鄧炳強は記者会見で、逮捕者には拘留中の前支聯会副会長鄒幸彤、鄒幸彤の母親、前荃湾区議会議員陳劍琴らが含まれていると確認し、事件はFacebook上の「小彤群抽会」ファンページに関連していると述べた。

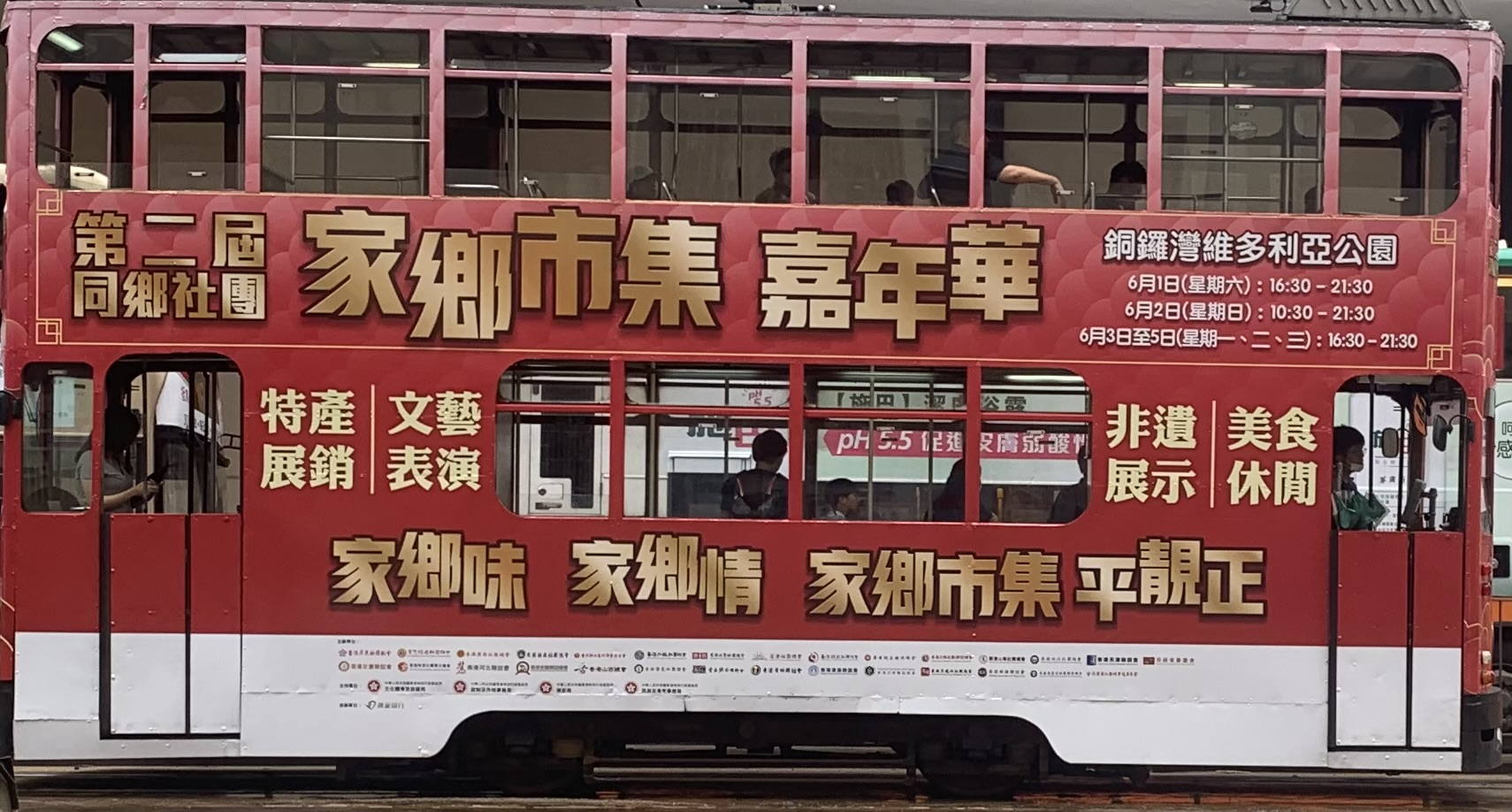
2024年ヴィクトリアパークの「故郷マーケット」の路面電車広告

香港の複数の同郷会が6月1日から6月5日までの期間、ヴィクトリアパークの4つのサッカー場と中央の芝生を借りて「同郷会故郷マーケットカーニバル」を開催した。6月4日午後6時ごろ、市場で「社会主義核心価値観」「自由」「民主」「富強」と書かれたプラカードを持った男性2人が現場の警備員に取り囲まれ、市場スタッフが傘を開いて通行人の撮影を妨害した。警備員は2人が場の規則に違反したと説明した。ゲバラのTシャツを着た1人の男性は警察車両に連れて行かれた。

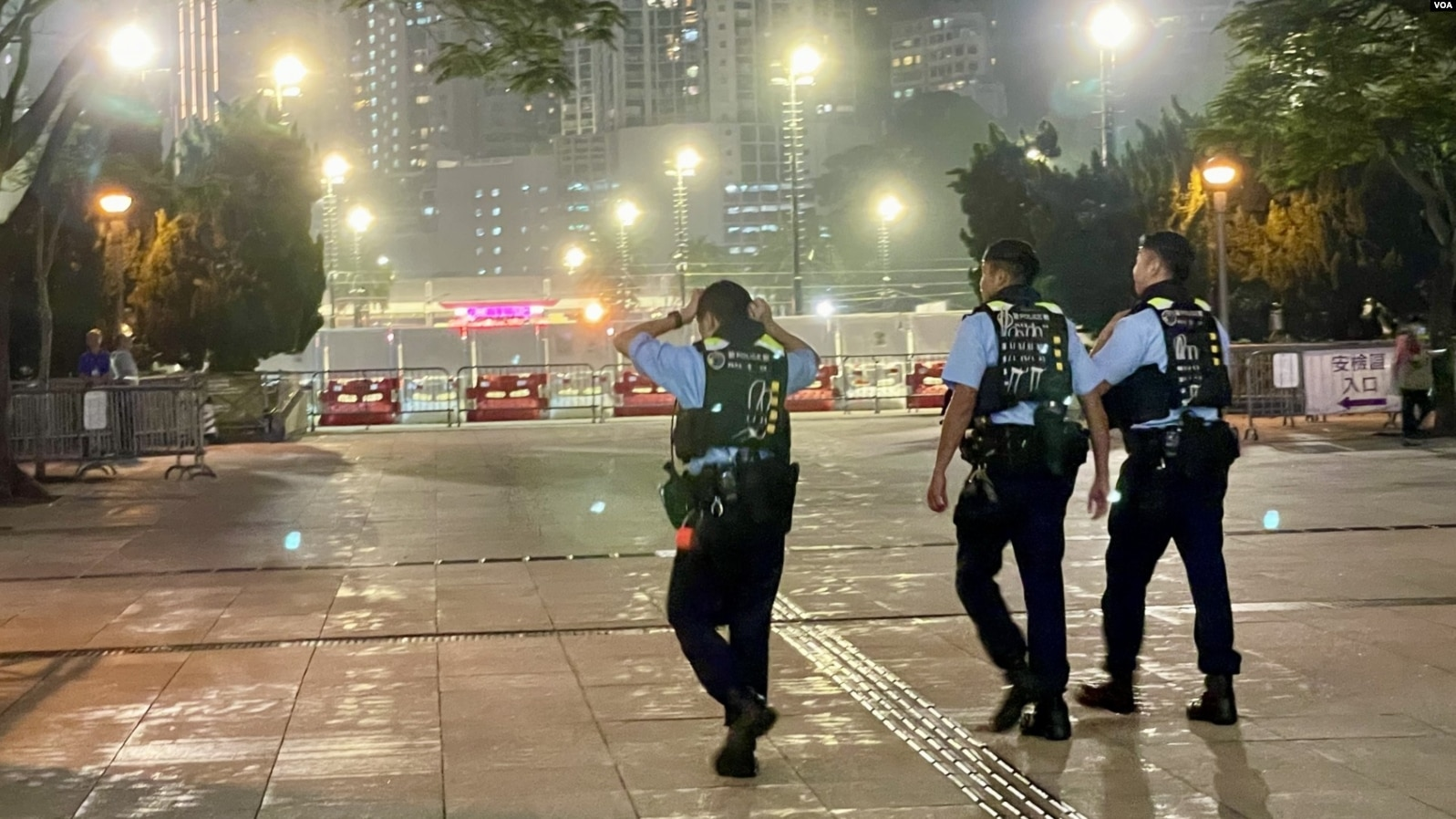
香港警察は六四35周年記念日前夜、銅鑼湾ヴィクトリアパーク周辺で警備を強化していた。

6月3日、警務処は銅鑼湾に多数の警察を配置し、ヴィクトリアパークのサッカー場、高士威道、電気道にも警官が巡回した。警察は翌日（4日）に特別部隊を配備する予定であると明かした。

## 逸話
香港初代行政長官の董建華は香港返還の前後に司徒華と話し、「六四」イベントをもう開催しないよう求めたが、司徒華は「あなたは自分のことをよく分かっていない」とだけ答えた。

## 謝恩会写真集

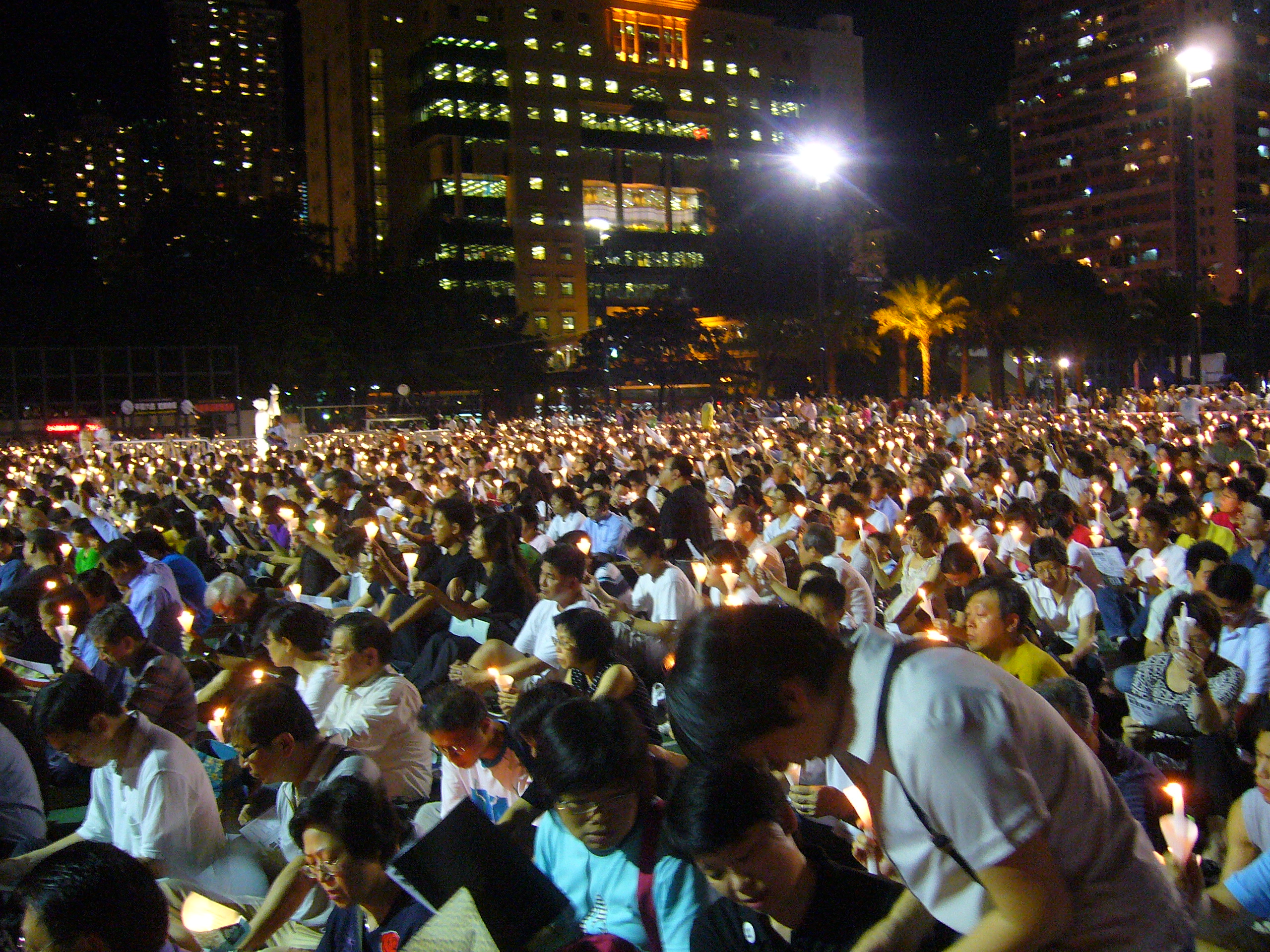
2007年の六四ろうそく集会
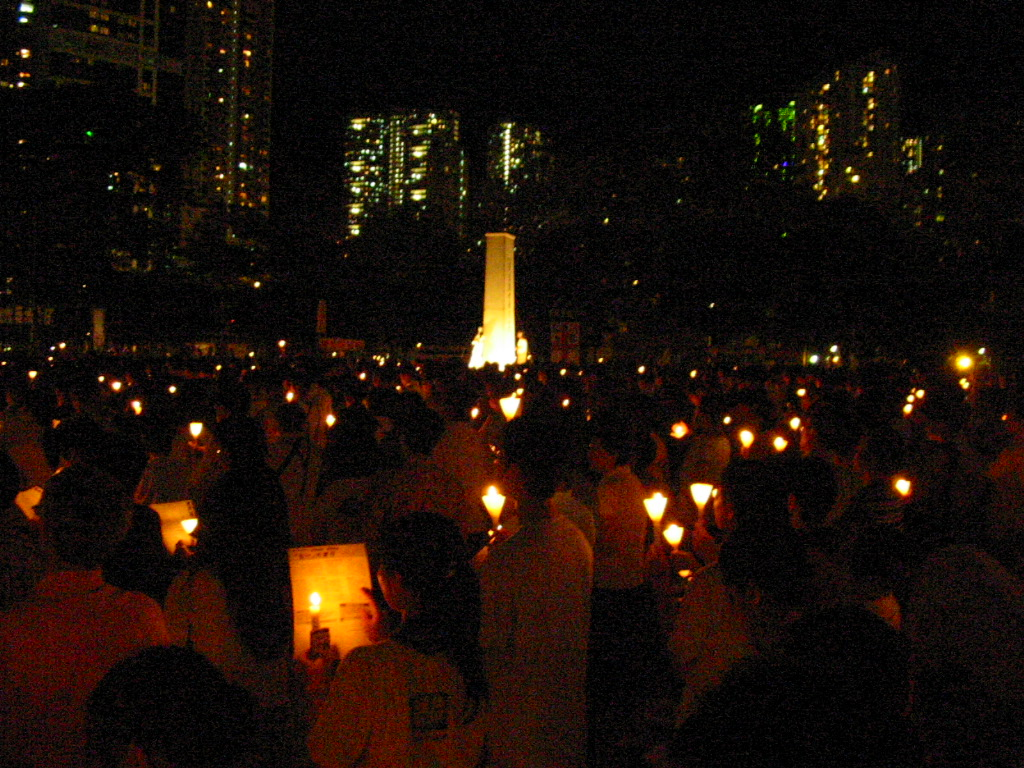
2007年の六四ろうそく集会、参加者がろうそくを手に民運の歌を歌う
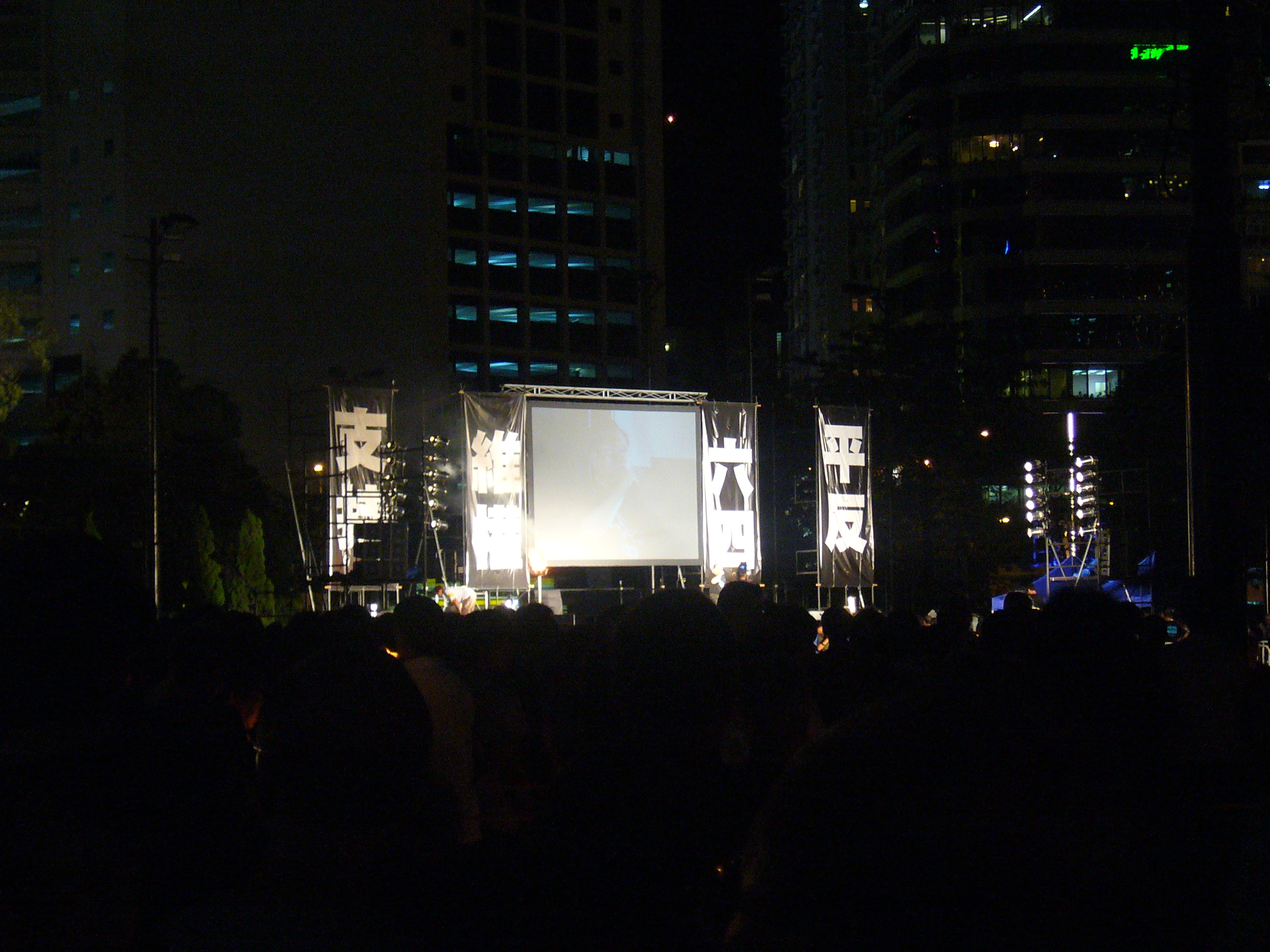
2007年の六四ろうそく集会の司令台に掲げられた「六四の真相究明と権利擁護を支持する」のスローガン
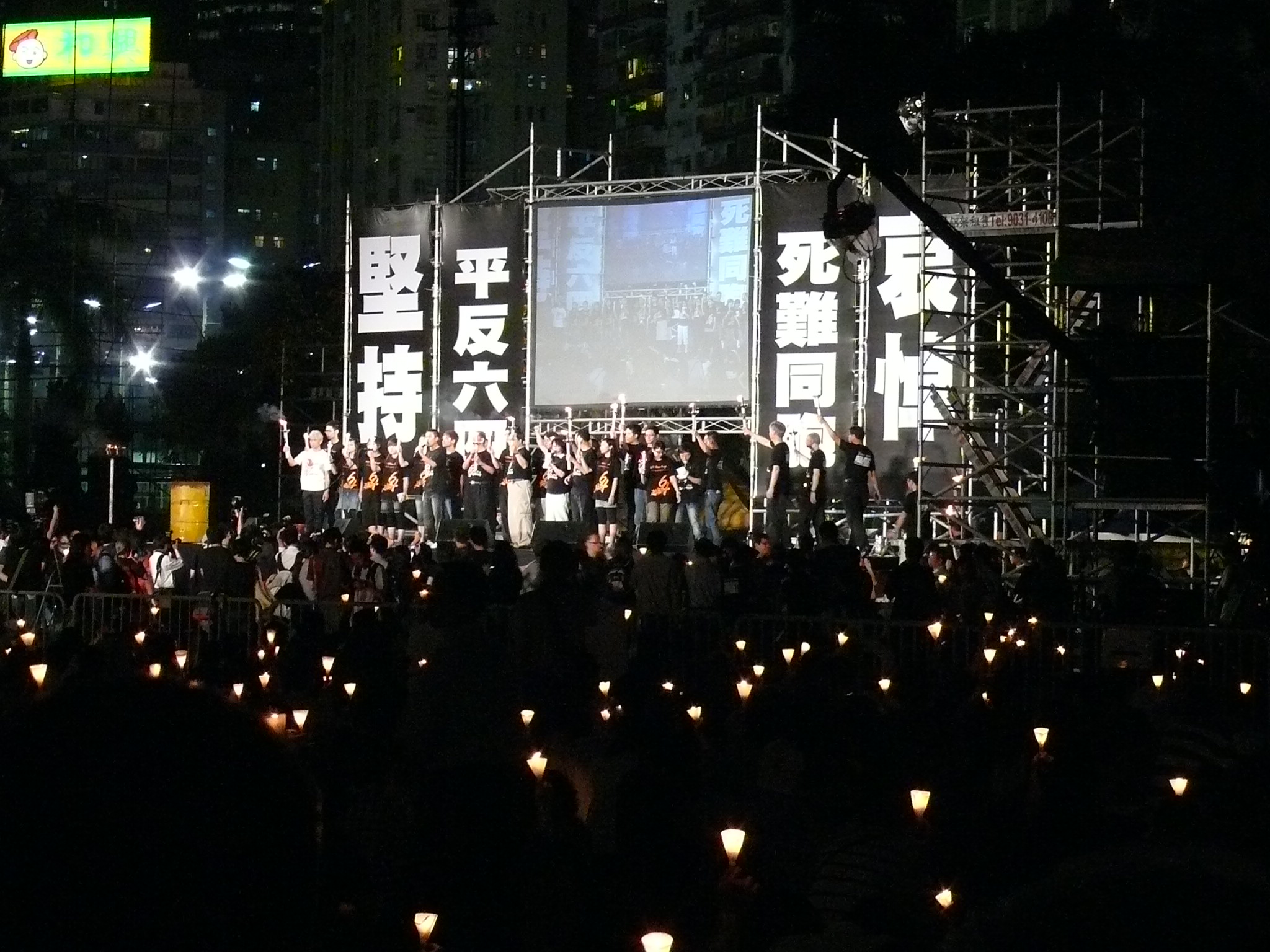
2008年の六四ろうそく集会、汶川大地震の犠牲者を悼む催しも兼ねる
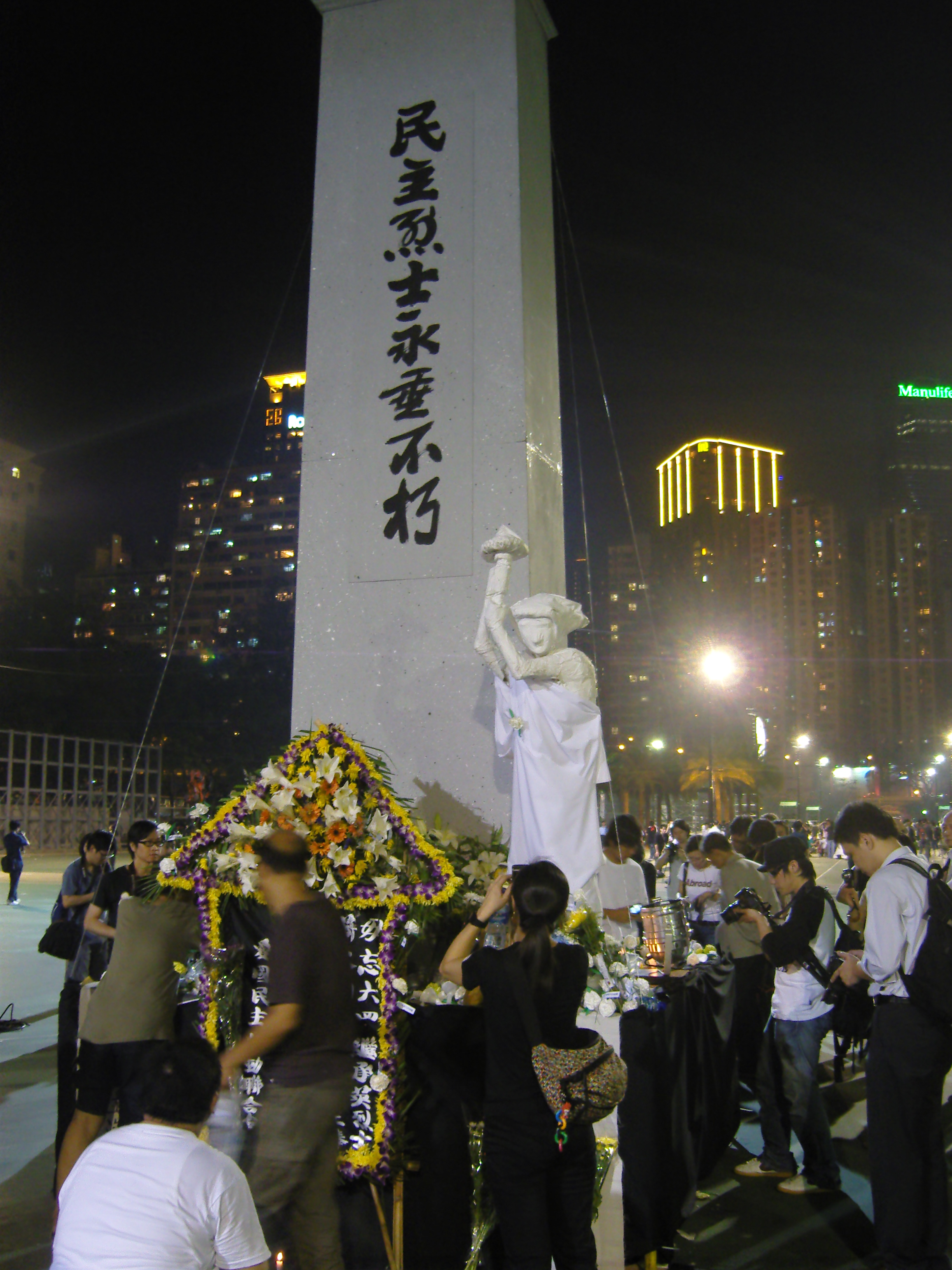
2009年の六四ろうそく集会、主催者が作成した烈士碑
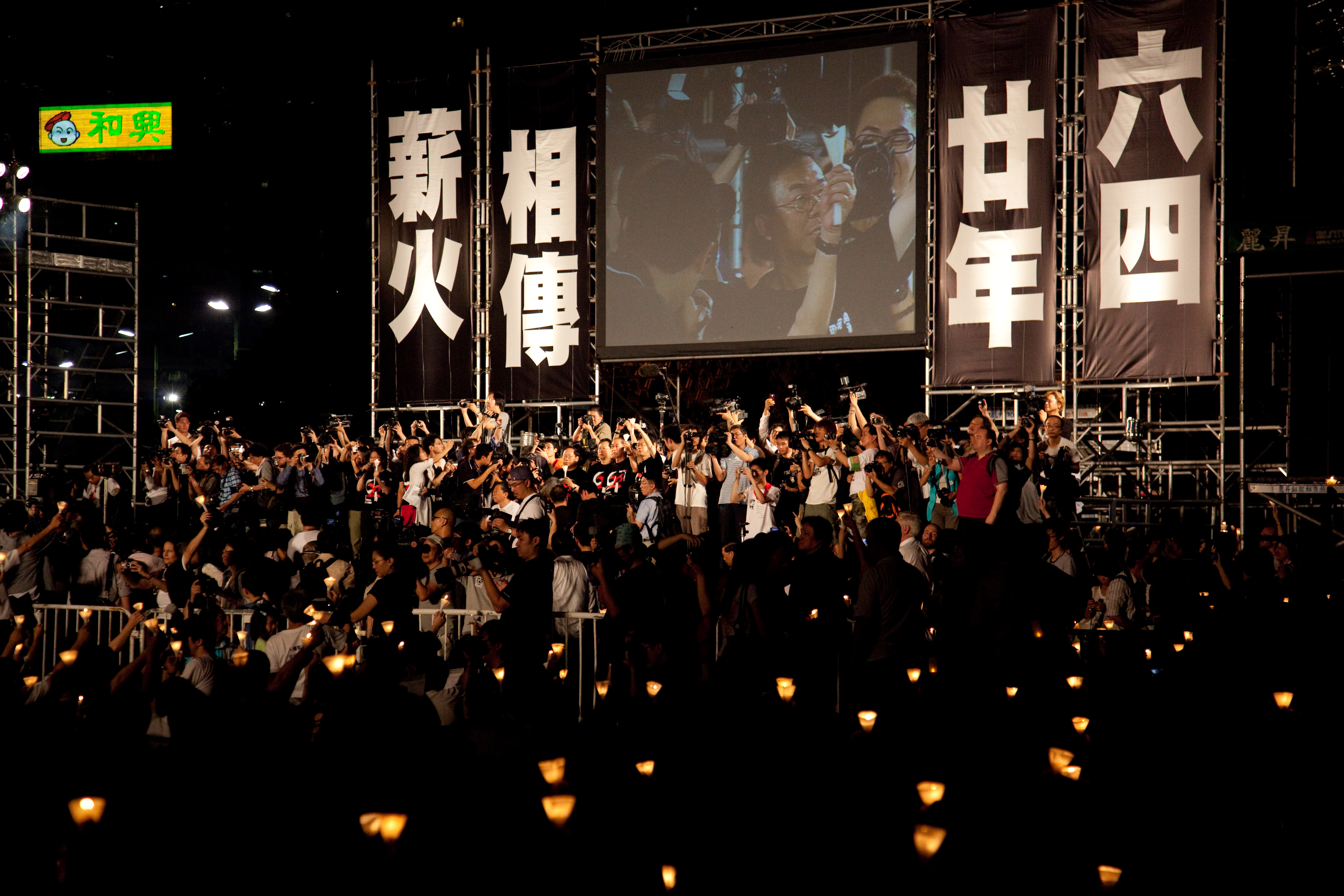
2009年の六四ろうそく集会：「六四20周年 薪火相伝」
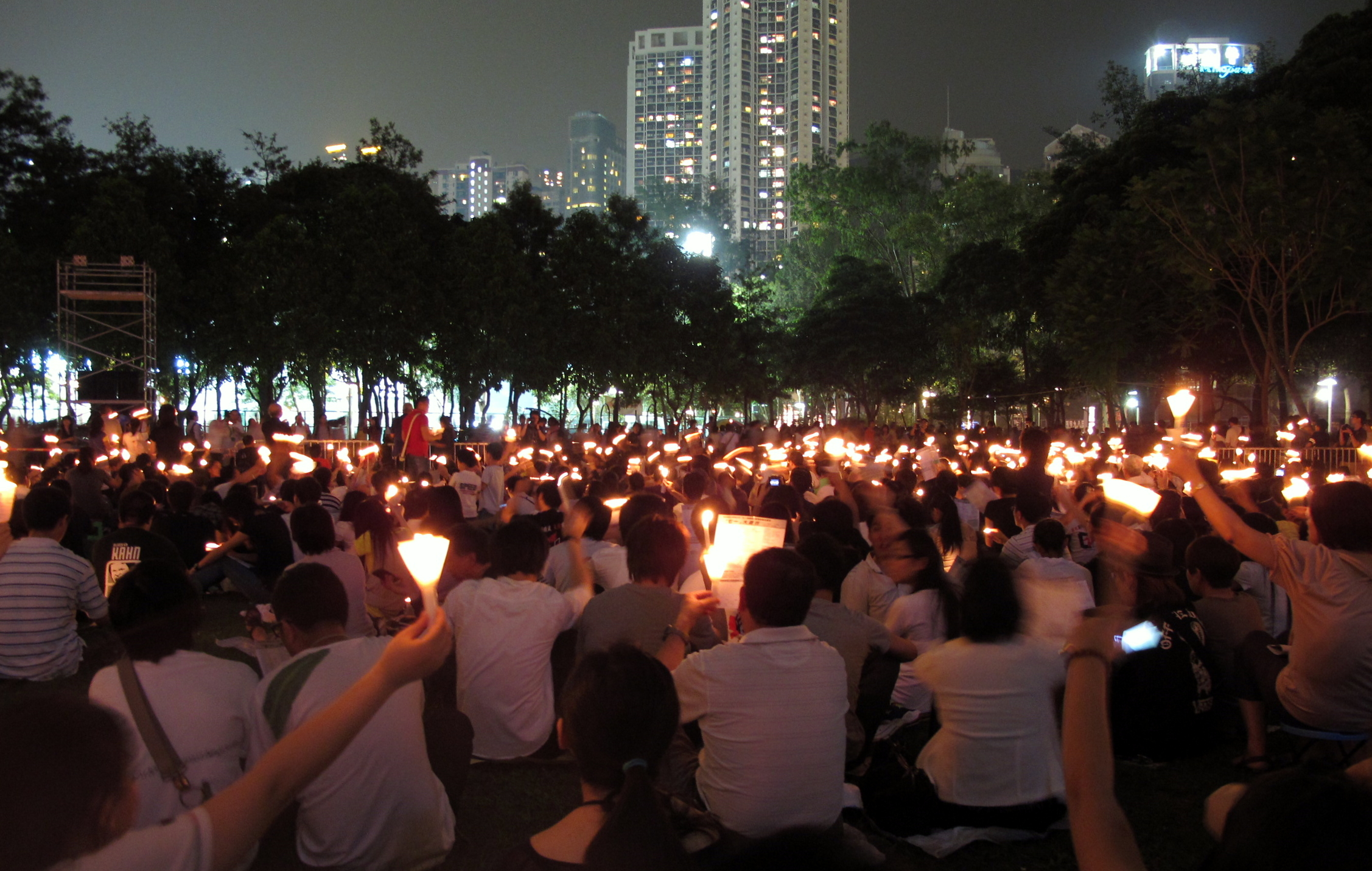
2010年の六四ろうそく集会
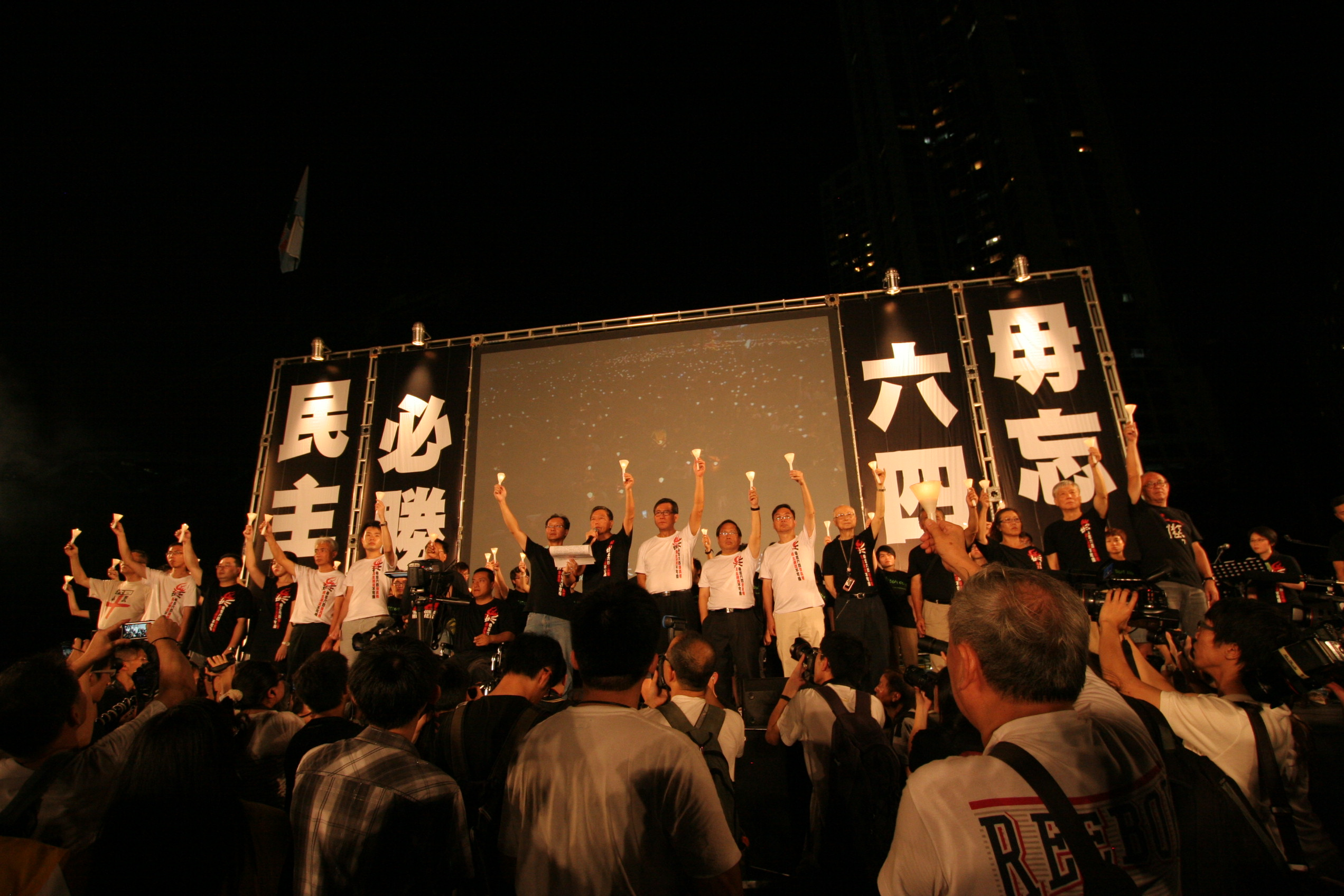
2012年の六四ろうそく集会
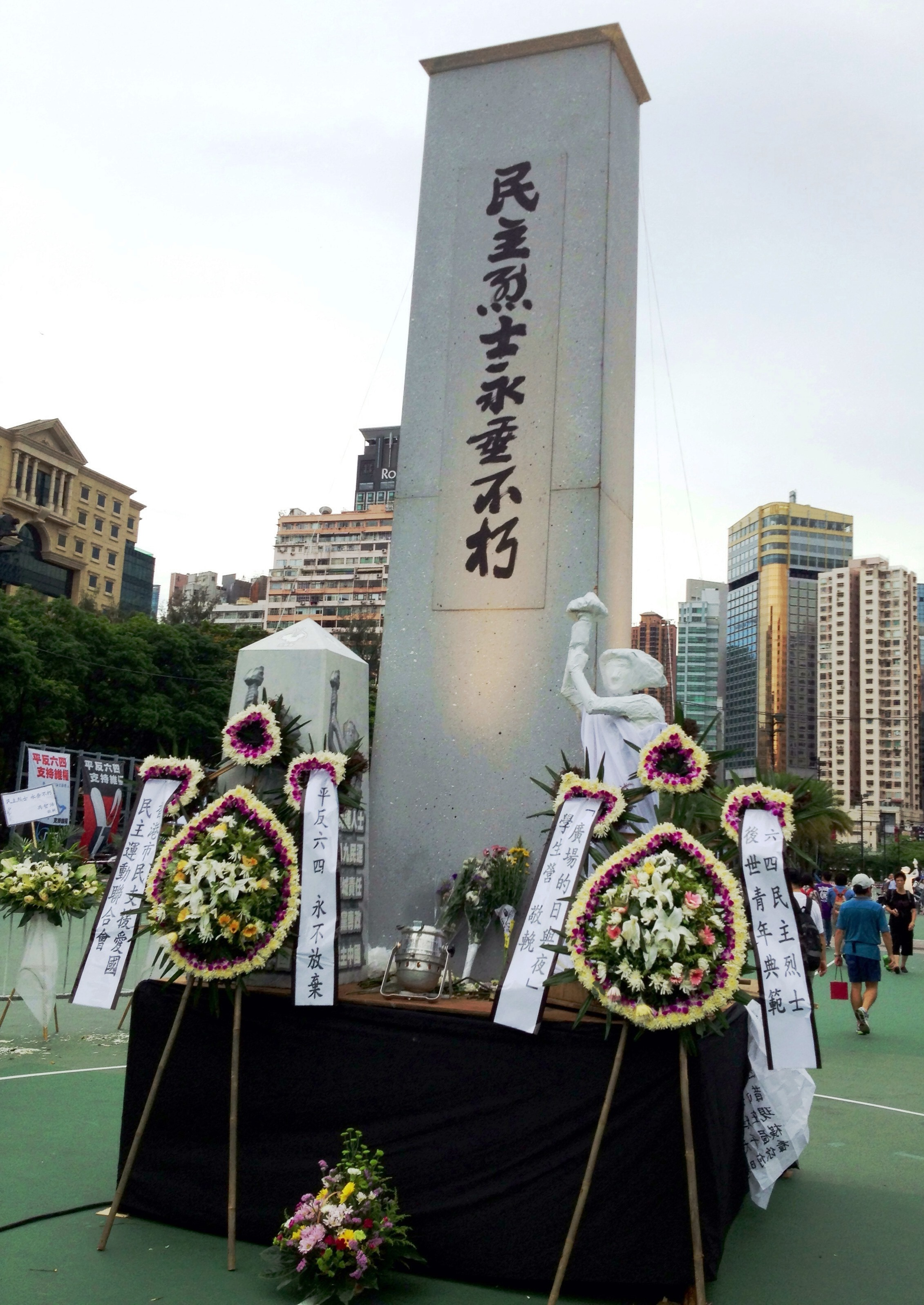
2013年の六四記念碑
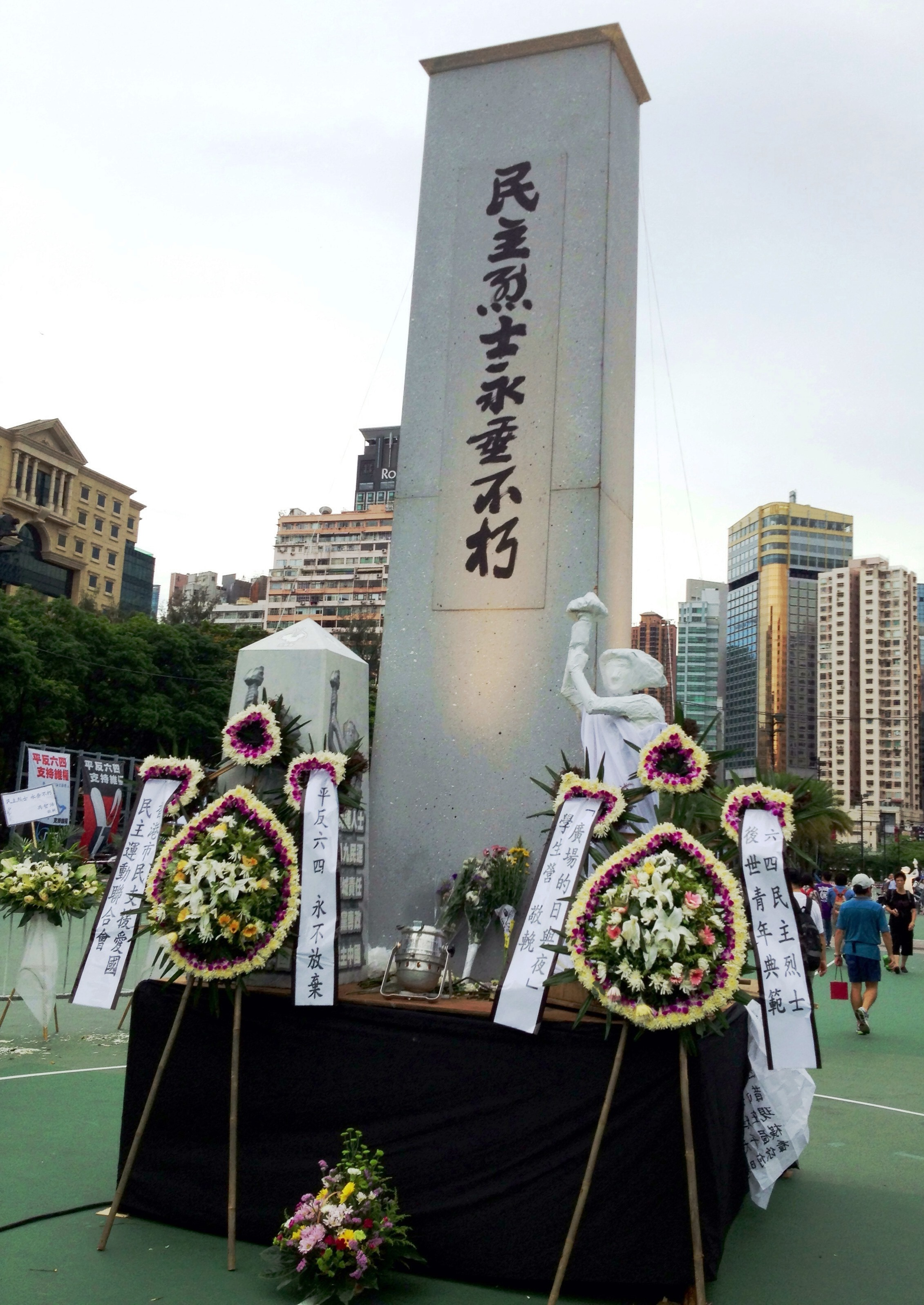
2013年の追悼の様子
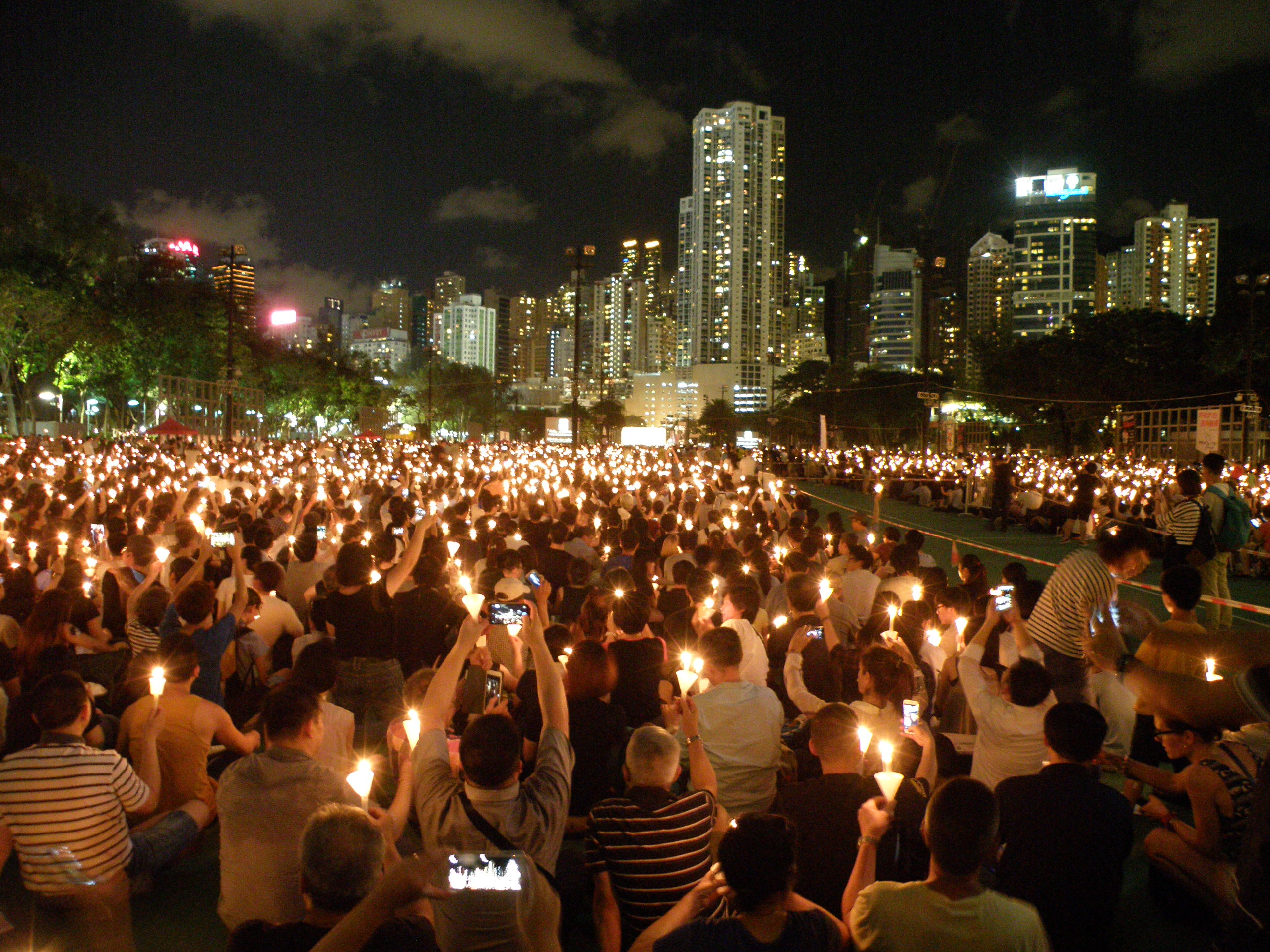
2015年の六四ろうそく集会
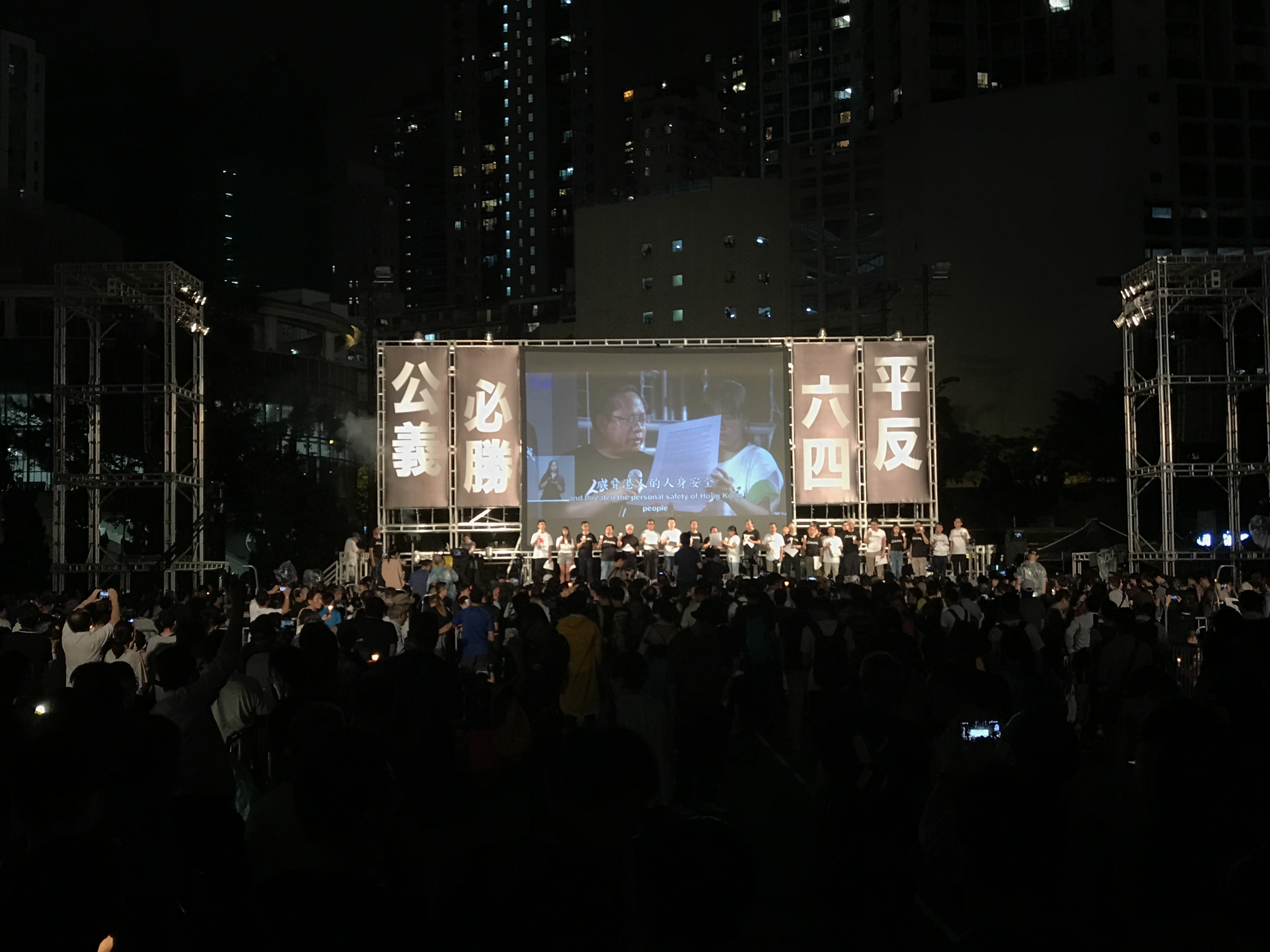
2019年の六四ろうそく集会

### 注略
1. ↑  基本法第23条の成立により、詳細は#晚会遭到阻止后历年情况を参照